# الخط الزمني للصراع العربي الإسرائيلي
فلسطين هي منطقة جغرافية تقع في غرب آسيا، وتشمل اليوم: إسرائيل، والضفة الغربية، وقطاع غزة، وهي تقاطع طرق للأديان والثقافات والتجارة والسياسة، ولذلك فإن لكثير من مدنها أهمية تاريخية ودينية، وعلى رأسها القدس. تقوم عليها اليوم عدّة كيانات سياسية متراكبة منها دولة إسرائيل (التي أُقيمت في حرب 1948 بعد تهجير مئات الآف الفلسطينيين من وطنهم)، والتي تسيطر أيضًا عسكريًّا على الضفة الغربية بالإضافة إلى سيطرة مدنية لسلطة حكم ذاتي فلسطيني في مدن الضفة الغربية بالإضافة إلى منطقة قطاع غزة، حتى انسحاب إسرائيل من قطاع غزة عام 2005، ومن بعده انقسام السلطة السياسية في مناطق الحكم الذاتي عام 2007، مما أدى إلى نشوء سلطة في قطاع غزة وأخرى في مدن الضفة. يُقدر عدد السكان ضمن هذه الحدود بـ11,900,000 نسمة تقريبًا.

## خلفية

### ما سبق الاصطدام العربي الإسرائيلي
إن فهم بداية الصراع العربي الإسرائيلي، يحتاج لفهم أسبابه، وعليه يجب فهم ما كان يحدث من جهتين:
- الجهة العربية: كانت غالبية الدول العربية في مطلع القرن العشرين، تحت سلطة دول أُخَر، فكانت مصر والسودان لبريطانيا، ليبيا لإيطاليا، تونس والجزائر لفرنسا، المغرب لإسبانيا؛ أما العراق وبلاد الشام وشبه الجزيرة العربية فكان معظمها جزءًا من الدولة العثمانية، ومع ازدياد نفوذ القوى الغربية، وتدخلهم في المنطقة العربية، بدأت سلسلة من مراسلات الحسين – مكماهون، حيث وافقَت الحكومة البريطانية على الاعتراف باستقلال العرب في القسم الآسيوي من الوطن العربي، وإنشاء دولة عربية موحدة لهم (مُتضمنةً فلسطين) عدا عدن المحمية البريطانية بعد الحرب العالمية الأولى مقابل إشعال شريف مكة ثورةً عربيةً لطرد العثمانيين.
- الجهة الصهيونية: نشأت الصهيونية في منتصف القرن الـ 19،[9] وعقدت الحركة الصهيونية المؤتمر الصهيوني الأول عام 1897،[10] والتي طالبت بوطن قومي لليهود في فلسطين وشرق الأردن، تلاه وعد بلفور والذي وافقَت بريطانيا للمنظمة الصهيونية بموجبه على إنشاء وطن قومي لليهود، وخلال الانتداب البريطاني لفلسطين، أعطَت الحكومة البريطانية تسهيلات وأراضٍ لليهود الوافدين من دول أخرى، مما أغضب الشارع العربي المُقيم في فلسطين، وأنشأ ما يُعرَف بالصراع الطائفي في فلسطين الانتدابية طوال فترة الانتداب البريطاني.

ومع خروج بريطانيا من انتدابها على فلسطين، وتوطين العديد من المهاجرين اليهود فيها، بدأ الصراع العربي الإسرائيلي، ففي الجهة العربية أراد الفلسطينيون المقيمون إنشاء وطن خاص لهم، وإيقاف هجرة اليهود المكثفة لبلدهم باعتبار الأرض ملكهم، أما اليهود فأرادوا إنشاء وطن قومي يخص اليهود فقط.
أدى اصطدام الطرفين لتدخل الجيوش العربية وخسارتهم لفلسطين، كما أدَّت أولى المواجهات فقط لطرد ونزوح وتشرّد ما يقرب 900,000 فلسطينيًّا (مسلمون ومسيحيون) للدول المجاورة، يُعرف هذا الحدث في الأوساط العربية بالنكبة.

### الصراع
يشير مصطلح الصراع العربي الإسرائيلي للتوترات السياسية، والصراعات والنزاعات العسكرية والفكرية، بين العرب، وإسرائيل. وترجع جذور الصراع العربي الإسرائيلي لظهور الصهيونية قُرب نهاية القرن التاسع عشر. وينظر الفلسطينيين إلى الإقليم باعتباره وطنهم التاريخي الذي عاشوا فيه لآلاف السنين، وفي المقابل يرى اليهود الصهاينة بأنهم وُعدوا بهذه الأرض وفقًا لنصوص في التوراة، نشأ الصراع الطائفي بين اليهود الصهاينة والعرب الفلسطينيين، في أوائل القرن العشرين، وبلغ ذروته في حرب التطهير العرقي عام 1947، تخلله حملة تطهير عرقي وتهجير كبرى للفلسطينيشين من قراهم ومدنهم، وهجرات يهودية كبرى لفلسطين، ثم تحول إلى الحرب العربية الإسرائيلية الأولى (حرب 1948) في أيار (مايو) 1948 عقب إعلان قيام دولة إسرائيل.

## قبل الوجود الإسرائيلي (قبل 1948)

### قُبيل سقوط الدولة العثمانية (قبل 1922)
| الحدث                            | التاريخ                                                     | الدولة العربية | الوصف | صورة |
| -------------------------------- | ----------------------------------------------------------- | -------------- | --- | --- |
| فلسطين قبل 1916                  | قبل 1916                                                    | فلسطين         | بحلول عام 1916، كانت فلسطين قد أمضت أربعة قرون تحت حكم الدولة العثمانية. وفي معظم هذه الفترة، مثَّل اليهود أقليّة صغيرة، بلغت حوالي 3% من مجموع السكّان، بينما مثَّل المسلمون والمسيحيون أكبر شرائح المجتمع. | - كانت مدن فلسطين في العهد العثماني، واقعةً ضمن متصرفية القدس. |
| نشوء الحركة الصهيونية            | 1896                                                        | فلسطين         | نشأت الصهيونية أواخر القرن التاسع عشر بكونها ردَّة فعلٍ على الحركات القوميّة المعادية للسامية والإقصائيّة في أوروبا. ساعدت أيضًا القوميّة الرومانسيّة في شرق ووسط أوروبا على إطلاق الهاسكالا أو حركة «التنوير اليهوديّ»، مما خلق انقسامًا في المجتمع اليهوديّ بين أولئك الذي رأوا اليهوديّة بوصفه دينًا لهم، وأولئك الذين رأوه عرقيتهم أو أمتهم. ويدأت التوترات بين الحركات الصهيونية والسكان العرب في فلسطين بالظهور بعد 1880، عندما ازدادت هجرة اليهود الأوروبيين إلى فلسطين. | - مذكرة السيد شافتسبري إلى الملوك البروتستانتيين في أوروبا، مطالبًا باستعادة اليهود لفلسطين، نُشرت في صحيفة أخبار الاستعمار، في عام 1841، وتُعتبر من بدايات الحركة الصهيونية. |
| عليا                             | (مصطلح يهودي قديم)                                          | فلسطين         | هو مصطلح يُشير للهجرات اليهودية إلى فلسطين، والتي حدث بعضها قبل الحركة الصهيونية، وتحديدًا عند طرد اليهود من: - إنجلترا (1290). - فرنسا (1391). - النمسا (1421). - إسبانيا (1492) بمرسوم الحمراء. ثم بدأَت بالتزايد بشكل كبير مع الحركة الصهيونية في عام 1882، تحت عدة مسميات مثل: - عليا الأولى (1882-1903). - عليا الثانية (1904-1914). - عليا الثالثة (1919-1923). - عليا الرابعة (1924-1929). - عليا الخامسة (1929-1939). - عليا بت: الهجرة غير الشرعية والتي أدَّت لإنشاء قانون العودة الإسرائيلي عام 1950. اشتهر السلطان العثماني عبد الحميد الثاني بوقوفه ضد عليا الأولى وعليا الثانية، في أثناء فترة حكمه، ورفضه للاستيطان اليهودي، ولبيع فلسطين لليهود مع بداية الحركة الصهيونية. | - شهادة صادرة عن الوكالة اليهودية في مدينة وارسو البولندية، للهجرة إلى فلسطين الانتدابية، في أيلول (سبتمبر) 1935.                                                          |
| اتفاقية سايكس بيكو               | 23 تشرين الثاني (نوفمبر) 1915 - 3 كانون الثاني (يناير) 1916 | العالم العربي  | في بداية القرن العشرين، طمعت القوى العظمى في اقتسام أراضي الدولة العثمانية، وكانت تتوقع خسارة الدولة العثمانية في الحرب العالمية الأولى، إثر ذلك فقد كلفَت بريطانيا وفرنسا، اثنين من أمهر سياسييها لتقسيم المنطقة: مارك سايكس، وفرانسوا بيكو. فاتفقا على رسم خط يمتد من مدينة عكا إلى مدينة كركوك، وكانت فرنسا لها ما فوق الخط (شمال)، وبريطانيا تستولي على ما يقع تحته (جنوب) مُتضمِّنًا ذلك فلسطين. | - حدود الانتداب حسب اتفاقية سايكس بيكو. |
| وعد بلفور                        | 2 تشرين الثاني (نوفمبر) 1917                                | فلسطين         | هو بيانٌ علنيّ أصدرته الحكومة البريطانيّة خلال الحرب العالمية الأولى لإعلان دعم تأسيس وطن قوميّ للشعب اليهوديّ في فلسطين، والتي كانت منطقة عثمانية ذات أقليّة يهوديّة، ضُمِّنَ هذا الوعد في رسالة بتاريخ 2 تشرين الثاني (نوفمبر) 1917، مُوَجَّهَة من وزير خارجيّة المملكة المتحدة آرثر بلفور إلى ليونيل وولتر دي روتشيلد أحد أبرز أوجه المجتمع اليهودي البريطاني، وذلك لنقلها إلى الاتحاد الصهيوني لبريطانيا العُظمى وآيرلندا. وكان الوعد يتضمن حفظ حقوق المجتمعات غير اليهودية. | - النص الأصلي لوعد بلفور كما أرسله آرثر بلفور. |
| نهاية الحرب العالمية الأولى      | 11 تشرين الثاني (نوفمبر) 1918                               | فلسطين         | كانت فلسطين ومعظم الدول المجاورة لها، تحت حكم الدولة العثمانية، ومع نهاية الحرب العالمية الأولى كانت الدولة العثمانية قد خسرَت قوتها، مما جعلها مطمعًا للدول الأخرى. | |
| ظهور المنظمات الفلسطينية الوطنية | 1918                                                        | فلسطين         | انبثاق أولى المنظمات الفلسطينية الوطنية، ومنها المنتدى العربي، والنادي العربي. | |
| المؤتمر الفلسطيني الأول          | 27 كانون الثاني (يناير) 1919                                | فلسطين         | مؤتمر عُقد في القدس، شارك فيه ممثلون عن مختلف مناطق فلسطين لرفض تقسيم سوريا الكبرى واقتطاع منطقة فلسطين منها، ورفض مخططات إسكان اليهود في فلسطين. | - المؤتمر الفلسطيني الأول، عام 1919. |
| المؤتمر السوري العام             | حزيران (يونيو) 1919                                         | سوريا الكبرى   | أُنشئ المؤتمر لتقصي الحقائق بشأن مستقبل سوريا بعد زوال الدولة العثمانية (وكانت سوريا تعني بلاد الشام قاطبةً أو سوريا الطبيعية أو الكبرى)، وكانت قرارات المؤتمر كالتالي: - أظهر المشاركون التأييد الساحق لمطالب الأمير فيصل بن الحسين. وأقر المؤتمر أن «ليس ثمة انفصال للجزء الجنوبي من سورية، والمعروف باسم فلسطين، ولا للمنطقة الساحلية الغربية والتي تشمل لبنان عن البلاد السورية». واستجابةً لذلك أوصت لجنة كنغ كراين بأنه «ينبغي الحفاظ على وحدة سوريا». - إعلان استقلال سوريا الكبرى والاعتراف بها دولة موحدة، والمطالبة برفع الحواجز الجمركية. - رفض اتفاقية سايكس بيكو ووعد بلفور، وكل المشاريع الهادفة إلى تقسيم البلاد. - رفض الوصاية السياسية التي ينطوي عليها نظام الانتداب. - مد يد الصداقة لأي دولة، وقبول المعونة منها شريطة ألا تنتقص هذه المعونة من استقلال البلاد واستقلال قرارها، وألا تؤثر على الوحدة الوطنية للشعب، مع رفض أية معونة فرنسية مهما كان شكلها. | - قاعة النادي العربي مكان انعقاد المؤتمر. - هاشم الأتاسي رئيس المؤتمر. |
| المؤتمر الفلسطيني الثاني         | 27 شباط (فبراير) 1920                                       | فلسطين         | أنهى المؤتمر الأول جلساته مُقررًا عقد الاجتماع الثاني في نابلس، بعد ثلاثة أشهر. ولكن السلطات البريطانية منعَت عقده بحجة المحافظة على الأمن العام. وخلال المشاورات التي سبقت عقد الدورة الثانية للمؤتمر السوري في دمشق، عقد ممثلو فلسطين هذا المؤتمر. | |
| مؤتمر سان ريمو                   | 19 نيسان (أبريل) 1920 - 25 نيسان (أبريل) 1920               | العالم العربي  | بَحَث هذا المؤتمر معاهدة سيفر التي رسمت مستقبل المنطقة العربية، والتي تضم العراق وسوريا (بما فيها لبنان والأردن وفلسطين). والتقسيمات والانتدابات حسب مصالح دول الحلفاء، بحيث تقسم سوريا الكبرى إلى أربعة أقسام: سوريا، ولبنان، والأردن، وفلسطين. وتكون سوريا ولبنان تحت الانتداب الفرنسي، وفلسطين والأردن تحت الانتداب البريطاني بالإضافة إلى العراق. | - مندوبو المؤتمر. |
| معاهدة سيفر                      | 10 آب (أغسطس) 1920                                          | العالم العربي  | عقب خسارة الدولة العثمانية في الحرب العالمية الأولى، صادقَت الدولة العثمانية على معاهدة سيفر، والتي تنص على التخلي عن جميع الأراضي العثمانية التي يقطنها غير الناطقين باللغة التركية، إضافةً إلى استيلاء الحلفاء على أراضي تركيا، فقُسِّمت بلدان شرق المتوسط، حيث أُخضعَت فلسطين والأردن للانتداب البريطاني وسوريا ولبنان للانتداب الفرنسي؛ وسقطَت الدولة العثمانية في 29 تشرين الأول (أكتوبر) 1923. | - تقسيم تركيا في معاهدة سيفر، ويظهر الامتداد البريطاني. |
| المؤتمر الفلسطيني الثالث         | 13 -19 كانون الأول (ديسمبر) 1920                            | فلسطين         | اجتاحت فلسطين عقب مؤتمر سان ريمو موجة احتجاجات وأعمال عنف، بسبب قرار فصل فلسطين عن سورية. وكان انهيار الحكم العربي في سورية، واحتلال القوات الفرنسية دمشق في 24 تموز (يوليو) 1920، وضرب الثورة العراقية، صدمات قوية للحركة الوطنية في فلسطين، تركَت آثارًا عميقةً بعد أن اختفى فجأة مصدر تأييد قوي لها. ووجدت هذه الحركة نفسها شبه وحيدة وسط حلبة صراع تحول فيها ميزان القوة إلى صالح أعدائها. وفي ذلك الوقت أصدر المندوب السامي البريطاني هربرت صموئيل بيانًا أعلن فيه خطوط سياسته، وعزمه على إنشاء مجلس استشاري. إزاء ذلك كله شعر عرب فلسطين بالحاجة إلى بعث الحياة في حال الركود السياسي المهيمنة، وإلى بناء كيان سياسي، فانعقد المؤتمر العربي الفلسطيني الثالث برئاسة موسى كاظم الحسيني في حيفا. | |
| المؤتمر الفلسطيني الرابع         | 29 أيار (مايو) - 2 حزيران (يونيو) 1921                      | فلسطين         | مؤتمر عُقد في القدس، بعد أن قضت التطورات والأحداث السابقة، بأن يعقد زعماء فلسطين هذا المؤتمر لإظهار تضامنهم السياسي، وتأكيد المطالب الوطنية، ورسم اتجاه جديد للحركة الوطنية الفلسطينية، يسعى إلى الاتصال المباشر بالحكومة البريطانية المركزية نفسها. وبالأوساط السياسية في إنجلترا. | |
| تأسيس منظمة هاجاناه              | 1921                                                        | فلسطين         | هي منظمة تأسسَت عام 1921 في مدينة القدس، وهي تكتّل عسكري في فلسطين الانتدابية، في الفترة السَّابقة لإعلان دولة إسرائيل. كان الهدف المُعلن من تأسيسها هو الدفاع عن أرواح وممتلكات المستوطنات اليهودية في فلسطين خارج نطاق الانتداب البريطاني، إلا أنَّ المنظمة تطورَت لتكون حجر الأساس للجيش الإسرائيلي، وقد بلغَت قسوتهم، حتى قتلوا 360 فلسطينيًّا في دير ياسين. وتُعتبر البلماح قوتها الضاربة المتحركة، حيث كان لها دور كبير في قتل، وتشريد، وتهجير، وتدمير، واقتلاع آلاف الفلسطينيين، كما كان لها دور في العمليات التفجيرية الإرهابية، والتي أودَت بحياة آلاف آخرين. | - شعار المنظمة. - من تدريبات قوات البلماح. |
| المؤتمر السوري الفلسطيني         | 21 أيلول (ستمبر) 1921                                       | سوريا الكبرى   | مؤتمر عُقد في مدينة جنيف السويسرية، بين شخصيّات من سوريا الشمالية (سوريا، ولبنان) وسوريا الجنوبية (فلسطين، والأردن)، للمطالبة بالاستقلال عن الاستعمار الغربي. | - اجتماع اللجنة التنفيذية المؤقتة للمؤتمر. |
| رفض تشكيل المجلس التشريعي        | 1922                                                        | فلسطين         | وفد فلسطيني يرفض المقترح البريطاني بتشكيل مجلس تشريعي، مُعللًا بأنه بداية لضم ما نص عليه وعد بلفور في مسودة الدستور المقترح للبلاد. | |
| المؤتمر الفلسطيني الخامس         | 20 - 25 آب (أغسطس) 1922                                     | فلسطين         | مؤتمر في نابلس، حضره 100 مندوب، ولم تتخلف مدينة في فلسطين عن إرسال ممثيلها إليه، وانضم إلى أعضائه الوفد الفلسطيني الذي كان قد عاد من لندن ووصل إلى ميناء حيفا في الـ21 من نفس الشهر، وانتقل إلى نابلس في اليوم نفسه. وكان المؤتمر قد بدأ جلسته الأولى وسط مظاهرة وطنية جرت في حديقة نابلس، بعد ظهر يوم الأحد 20 آب (أغسطس)، وأجَّل جلساته التالية إلى صباح الـ22 من نفس الشهر. وقد سعت السلطات البريطانية إلى إضعاف المؤتمر، فطلبت من أهالي القرى القريبة البقاء في قُرَاهم بسبب الازدحام الشديد في المدينة؛ وكان من أهم قرارات المؤتمر، ما يلي: - رفض دستور فلسطين الجديد، ومقاطعة انتخابات المجلس التشريعي المقبلة. ورفض نظام الانتداب كله. - تأسيس مكتب عربي فلسطيني في لندن. - تأليف كتاب عن تاريخ الحركة الفلسطينية. - إرسال وفد إلى أمريكا وآخر إلى الشرق. - عدم الاشتراك في مشروع روتنبرغ. - تشكيل جمعيات إسلامية مسيحية في جميع النواحي والأقضية، ولجان تحكيمية لإزالة الخلافات إن وُجدت بين الفئات الوطنية. - مقاطعة اليهود تجاريًّا. ووضع عهد لفلسطين، واتخاذ يوم وضع العهد يومًا تاريخيًّا للأمة. - إصدار طوابع عليها شعارات وطنية، وتطبيق «مشروع القرشين» والنظام المالي الذي سنته اللجنة التنفيذية للمؤتمر الفلسطيني الرابع. | |

### الانتداب البريطاني (1922 – 1948)
| الحدث                                     | التاريخ                     | الدولة العربية | الوصف | صورة |
| ----------------------------------------- | --------------------------- | -------------- | --- | --- |
| الانتداب البريطاني                        | 1922                        | فلسطين         | في 1917، ضمن الحرب العالمية الأولى، احتل الجيش البريطاني المتجه من مصر، أرض فلسطين، وفي 1922 تأسس الانتداب البريطاني على فلسطين بموجب قرار عصبة الأمم في مؤتمر سان ريمو عام 1920. وأشارت سرعة تنفيذ الانتداب إلى وعد بلفور. وفي أثناء الانتداب البريطاني كانت الوثائق الرسمية تُعنوَن باسم دولة فلسطين، ومن هذه الوثائق جواز السفر الفلسطيني الصادر قبل سنة 1948 في فلسطين. | - دخول القوات البريطانية إلى القدس، في عام 1917. - جنيه فلسطيني في عهد الانتداب البريطاني. - جواز فلسطيني، في عهد الانتداب البريطاني. - حدود الانتداب البريطاني، بعد الحرب العالمية الأولى. |
| المؤتمر الفلسطيني السادس                  | 16 - 20 حزيران (يونيو) 1923 | فلسطين         | مؤتمر في يافا، قام الوفد الفلسطيني الثاني إثره بعرض بيان يشرح أعمال الوفد إلى لوزان ولندن. ثم دار البحث في المعاهدة العربية البريطانية، فقرر المؤتمر رفض مشروع المعاهدة المقدم إلى الملك حسين - وكانت حكومة فلسطين قد نشرت خلاصته - لأنه مخالف للعهود المقطوعة للعرب، ولحقوق الشعب العربي الفلسطيني، وطالب بإلغاء السياسة الصهيونية، وإنشاء حكومة وطنية نيابية مستقلة. أما القضية الثانية التي ناقشها المؤتمر فهي قضية الامتناع عن دفع الضرائب للحكومة، وكانت تشغل الرأي العام قبل انعقاد المؤتمر. وقد دعا بعض الخطباء في المؤتمر إلى تطبيق سياسة الامتناع هذه، لأن الحكومة تجمع الضرائب وتوزعها على الجمعيات الصهيونية والمهاجرين اليهود. واتفق المؤتمر على تشكيل وفد عربي جديد يتوجه برئاسة موسى كاظم الحسيني أيضًا إلى لندن، لإجراء اتصالات بأعضاء مجلس النواب البريطاني ووزارة المستعمرات، قبل التوقيع النهائي على المعاهدة العربية البريطانية. | |
| المؤتمر الفلسطيني السابع                  | 20 - 21 حزيران (يونيو) 1928 | فلسطين         | هو مؤتمر في القدس، حضره 227 مندوبًا يمثلون مختلف الفئات. وقد حيا المؤتمر الجمعية التأسيسية في سورية، وشكر الوفد السوري في أوروبا. واتخذ بعد تأييد قرارات المؤتمرات السابقة خمسة قرارات هي: - المطالبة بحكومة برلمانية. - الاحتجاج على كثرة الموظفين الإنجليز في الدوائر الرسمية في فلسطين. - الاحتجاج على منح امتياز البحر الميت لشركة أجنبية. - الاحتجاج على تفضيل العمال اليهود على العمال العرب في الأشغال الحكومية. - المطالبة بوقف سن القوانين إلى أن تؤلف الحكومة البرلمانية. وانتخب المؤتمر لجنة تنفيذية جديدة موسعة من 48 عضوًا، برئاسة موسى كاظم الحسيني، للإشراف على تنفيذ القرارات. | |
| ثورة البراق وثورة الكف الأخضر             | 1929                        | فلسطين         | اشتباكات عنيفة اندلعت في مدينة القدس، أيام الانتداب البريطاني على فلسطين، إثر عدم جدوى الإضراب والمقاطعة. | - أحداث ثورة البراق. - وفد فلسطيني في عام 1929، إثر ثورة البراق. |
| حملة ضد هجرة اليهود والانتداب البريطاني   | 1930-1935                   | فلسطين         | منظمة الكف الأسود - التي يقودها عز الدين القسام - تشن حملة ضد الهجرة اليهودية، والانتداب البريطاني. | |
| منظمة الإرجون                             | 1931 - 1948                 | فلسطين         | منظمة صهيونية شبه عسكرية وجدت في الفترة السّابقة لإعلان دولة الكيان الصهيوني في فلسطين، عندما كانت خاضعة للانتداب البريطاني (أو ما يُعرف بفلسطين الانتدابية في بعض وسائل الإعلام الغربية). عُرفَت المنظمة بالإرهابية، كما وصفَتها لجنة التحقيق الأنجلو أمريكية والكثير من الجرائد، وعدد كبير من الشخصيات العالمية واليهودية، وذلك لتنفيذها الكثير من المجازر. | - شعار منظمة الإرجون، والذي يُمجد هدفها الأساسي بالحصول على جميع أراضي فلسطين الانتدابية. |
| المؤتمر الإسلامي الفلسطيني                | 1931                        | فلسطين         | مؤتمر إسلامي دعا إليه مفتي فلسطين الحاج أمين الحسيني، وعُقد في القدس، سنة 1931، بهدف إثارة اهتمام الرأي العام الإسلامي العالمي بقضية فلسطين، وتأليف جبهة إسلامية قوية في مواجهة الصهيونية العالمية، وانحياز العالم الغربي ـ وعلى رأسه بريطانيا آنذاك ـ للفكرة الصهيونية. | - بعض مندوبي المؤتمر. - إحدى جلسات المؤتمر. |
| ثورة فلسطين والإضراب العام                | 1936                        | فلسطين         | في نيسان (أبريل) 1920 حدثت أولى الأزمات العنيفة بين العرب واليهود في سلسلة من الأزمات وتبعها صراع عام 1933 وكانت ذروتها بين السنوات 1963 و1936 في ما يسمى بالثورة الفلسطينية الكبرى، والتي تطورت بعد انتهاء الانتداب إلى ما يسمى بالقضية الفلسطينية، أو النزاع الإسرائيلي الفلسطيني. بدأ الأمر في ثورة القدس عام 1920، حيث احتشد الفلسطينيون من مختلف مدن فلسطين، بسبب استباحة احتفال اليهود بموسم النبي موسى. وفي 20 نيسان (أبريل) 1936 تألفت لجنة قومية في مدينة نابلس دعت البلاد إلى الإضراب العام المستمر حتى تبدل السلطات سياساتها، واستجابت البلاد للدعوة وشمل الإضراب مختلف نواحي الحياة، وفي 25 نيسان (أبريل) أجمعت الأحزاب على تشكيل لجنة عربية عليا، بقيادة الحاج أمين الحسيني وعضوية ممثلين عنها، ودعَت هذه اللجنة إلى الاستمرار في الإضراب حتى تبدل الحكومة سياستها تبديلًا تامًّا، وتُوقف الهجرة اليهودية إلى فلسطين، ومنع انتقال الأراضي إلى ملكية اليهود، وإنشاء حكومة وطنية نيابية، وعمت التظاهرات المدن الفلسطينية ووقعت اشتباكات. وفي 8 أيار (مايو)، عُقد مؤتمر اللجان القومية بدعوة من اللجنة العليا، تقرر فيه الاستمرار في الإضراب وإعلان العصيان المدني اعتبارًا من 15 أيار (مايو). وكان من مظاهر العصيان المدني: الامتناع عن دفع الضرائب، ووقف المواصلات العامة، وتنظيم مسيرات سلمية، والاحتشاد في المساجد؛ واستجاب الشعب الفلسطيني بمختلف فئاته للنداء. | - جنود بريطانيون ينقلون مساجين عرب، جرَّاء الثورة. |
| الورقة البيضاء (تراجع بريطانيا عن قرارها) | 1939                        | فلسطين         | في فترة الثلاثينيات من القرن الـ20، تراجعَت بريطانيا عن وعدها للحركة الصهيونية بإعطائها فلسطين كاملةً، واقترحت بدلًا من العطيةِ الكاملةِ تقسيمَ فلسطين بين اليهود والعرب، حيث يسيطر العرب على أكثرية الأراضي. | |
| تقسيم فلسطين ونهاية الانتداب البريطاني    | 1947-1948                   | فلسطين         | بعد المحرقة التي تعرض لها المواطنون اليهود في أوروبا مع أقليات أخرى خلال الحرب العالمية الثانية، وفي العام 1947، شهد العالم قرار تقسيم فلسطين والذي أعطى اليهود المقيمين في فلسطين 55% من الأرض، عندما كانوا يشكّلون 30% من السكان، مؤكدًا بضرورة توطين لاجئي المحرقة النازية من اليهود في الأراضي الموعودة للدولة اليهودية حسب قرار تقسيم فلسطين. وشملت الأراضي المقترحة لليهود الجزء المركزي من الشريط البحري (ما عدا مدينة يافا)، وجزءًا كبيرًا من النقب (ما عدا مدينة بئر السبع)، والجزء الشرقي من الجليل ومرج ابن عامر؛ كما قام القرار بتدويل منطقة القدس (جعلها منطقةً دوليةً). رفض العرب قرار التقسيم آنذاك، حيث شن سكان فلسطين هجمات ضد السكان اليهود، وردَّت عليها المنظمات الصهيونية العسكرية بهجمات أخرى. فقامت بريطانيا بالانسحاب من فلسطين وإعلان انتهاء الانتداب البريطاني في منتصف ليلة الـ15 من أيار (مايو) 1948. | - فلسطين حسب قرار تقسيم فلسطين عام 1947. |
| اضطرابات القدس                            | 1947                        | فلسطين         | هي اضطرابات وقعت في أعقاب التصويت على قرار الجمعية العامة للأمم المتحدة الخاص بتقسيم فلسطين في 29 تشرين الثاني (نوفمبر) 1947. | - اضطرابات في الحي اليهودي التجاري في القدس، نتيجةً لتزايد الهجرات، في 2 كانون الأول (ديسمبر) 1947.                                                                                          |

## في أثناء الوجود الإسرائيلي

### الأربعينيات (1940)
| الحدث                                    | التاريخ                  | الدولة العربية | الوصف | صورة |
| ---------------------------------------- | ------------------------ | -------------- | --- | --- |
| بناء المستوطنات الإسرائيلية              | 1946 - حتى الآن          | فلسطين         | بدأَت إسرائيل ببناء مستوطنات غير قانونية. | - خارطة بالمستوطنات الإسرائيلية في الضفة الغربية عام 2006. (باللون الأحمر الداكن) |
| حرب التطهير العرقي لفلسطين               | 1947-1948                | فلسطين         | تُعتبر المرحلة الأولى من حرب فلسطين (حرب 1948)، امتدت حرب التطهير العرقي من 30 تشرين الثاني (نوفمبر) 1947 (وهو تاريخ تصويت مجلس الأمم المتحدة لصالح إنهاء الانتداب البريطاني على فلسطين، وخطة الأمم المتحدة لتقسيم فلسطين) إلى 15 أيار (مايو) 1948 (وهو تاريخ إنهاء الانتداب البريطاني نفسه)، خالقًا تغيرًا حادًّا للتوازنات في فلسطين، وإعلان الحركة الصهيونية لدولة إسرائيل وتحوّل المواجهة لما يعرف بالحرب العربية الإسرائيلية. | - متطوعون عرب في حرب التطهير العرقي لفلسطين (1947-1948). |
| حرب 1948                                 | 1948                     | فلسطين         | في 14 أيار (مايو) 1948، قبل 8 ساعات من انتهاء الانتداب البريطاني، أُعلن رسميًّا عن قيام دولة إسرائيل دون أن تُعلن حدودها بالضبط، وخاضت دول عربية عدة، بالإضافة إلى السكان العرب، الحرب مع الدولة المنشأة حديثًا وكانت محصّلة الحرب أن توسعت إسرائيل على 75% تقريبًا من أراضي الانتداب سابقًا. وبقي 156,000 من العرب داخل إسرائيل (حسب الإحصاء الإسرائيلي الرسمي في 1952)، وتشرّد ما يقرب 900,000 (حسب تقديرات منظمة التحرير الفلسطينية) إمّا في مخيمات في الأردن ومصر، واللتين ضمّتا الضفة الغربية (الأردن) وقطاع غزة (مصر) بعد استيلاء اليهود على غالبية فلسطين، كما تشردوا في لبنان، وغيرها من البلدان العربية، بعد أن طردهم اليهود من بيوتهم. في نفس الوقت الذي تشرّد فيه اليهود من أوروبا جرّاء الحرب العالمية الثانية، ومن إيران، وأصبحَت الدولة اليهودية الحديثة مكانًا مرغوبًا فيه، فازدادَت الهجرات اليهودية إلى دولة إسرائيل، مما سبب زيادة في عدد السكان اليهود بشكل ملحوظ، فهي تمثل الجهة الثانية لهجرة الجماعات اليهودية بعد الولايات المتحدة الأمريكية، ثم ازدادَت هجرات أعضاء الجماعات اليهودية وخصوصًا بعد انهيار الاتحاد السوفييتي وتفكك جمهورياته. ما نتج عن هذه الحرب مذابح ومجازر، كـمذبحة دير ياسين، وبدْء تهجير الفلسطينيين فيما يُعرف بالنكبة. | - مُسن وصبي إثر النكبة الفلسطينية. |
| حرب فلسطين                               | 1948                     | فلسطين         | هي الحرب التي اندلعت في فلسطين الانتدابية، خلال الفترة بين تصويت الأمم المتحدة على قرار التقسيم يوم 30 تشرين الثاني (نوفمبر) 1947، والموعد الرسمي لانتهاء الحرب العربية الإسرائيلية الأولى يوم 20 تموز (يوليو) 1949. | - مقاتلون عرب بالقرب من شاحنة إمدامات مدرعة محترقة لمنظمة الهاجاناه، بالقرب من القدس. - توزيع وتدخل الجيوش العربية، في 1 حزيران (يونيو) 1948. |
| معركة القدس                              | 15 – 28 أيار (مايو) 1948 | فلسطين الأردن  | هو اسم يطلق على المعارك التي قامت بين الجيش الأردني في القدس والقوات الإسرائيلية في حرب فلسطين 1948، التي تمكن من خلالها الأردن من السيطرة على القدس الشرقية بما فيها البلدة القديمة. | - جنود البلماح يهاجمون دير سان سيمون في حي قطامون، في القدس، في نيسان (أبريل) 1948. (معركة إعادة الإعمار) - منظر للطريق المؤدي إلى القدس، وهو مدخل باب الواد، من مواقع الفيلق العربي في اللطرون. - قافلة تنقل المواد الغذائية والإمدادات، إلى القدس المحاصرة، مرورًا بمدينة لفتا. - هجوم تفجيري قامت به منظمة الإرجون، في 29 كانون الأول (ديسمبر) 1947. |
| إصدار قرار حق العودة للاجئين الفلسطينيين | 1948                     | فلسطين         | تبنّى الوفد البريطاني في الجمعية العامة للأمم المتحدة اقتراح الكونت برنادوت بشأن اللاجئين. ففي 11 كانون الأول (ديسمبر) 1948، وبعد التصويت (35 مع، و15 ضد، و8 ممتنع)، أصدرَت الجمعية العامة للأمم المتحدة القرار رقم 194 والذي جاء في الفقرة 11 منه بأن الجمعية العامة «تقرر وجوب السماح بالعودة، في أقرب وقت ممكن للاجئين الراغبين في العودة إلى ديارهم والعيش بسلام مع جيرانهم، ووجوب دفع تعويضات عن ممتلكات الذين يقررون عدم العودة إلى ديارهم وكذلك عن كل فقدان أو خسارة أو ضرر للممتلكات بحيث يعود الشيء إلى أصله وفقًا لمبادئ القانون الدولي والعدالة، بحيث يعوّض عن ذلك الفقدان أو الخسارة أو الضرر من قبل الحكومات أو السلطات المسؤولة». | |
| القدس تحت الحكم الأردني                  | 1948-1967                | فلسطين الأردن  | تُعتبر فترة الحكم الأردني لمدينة القدس من أقصر فترات الحكم في التاريخ الاسلامي، التي امتدت بين عامي 1948 وحتى العام 1967. قصر فترة الحكم والاحتلال الصهيوني الذي تبعها ابتداءً من العام 1967، جعل التركيز في الكتابات على مواضيع لها علاقة بالاحتلال والصهيونية، مع اختزال هذه الفترة من الزمن من الدراسة والبحث وحصر الكتابات في الإعمار الملكي الأردني بقبة الصخرة المشرفة، والتي نشأ عنها اعتقاد بأن جل الاهتمام الأردني بالمدينة تمثل بالإعمار الهاشمي لقبة الصخرة والمسجد الأقصى لا غير. وذلك لأن المدينة انقسمَت لشطرين جرَّاء حرب 1948، شرقي وغربي، وقد غدت المدينة في الخطوط الأمامية للدولة على الحدود مع دولة معادية. | |
| عمليات عليا                              | 1949 - 2000              | العالم         | عمليات تهجير تقوم بها إسرائيل لليهود من شتى بقاع الأرض، كاليمن وإثيوبيا وجيبوتي وإريتريا والعراق وإيران والسودان وقبرص ومصر والمغرب منذ تأسيس إسرائيل؛ بعضها يُعرف باسم هجرة اليهود من الدول العربية والإسلامية، والعمليات المعروفة كالآتي: - عملية سليمان. - عملية بساط الريح. - عملية عزرا ونحميا. - عملية ياخين. - عملية جوشين. - عملية جوشوا. - عملية موسى. - عملية الجدار. أنشأَت كثرة الهجرات في البداية، مخيمات قبل التوطين والإسكان سُميَت بمعبروت والتي استوعبَت ملايين اليهود. كما قامت هذه الهجرات لاستيطان فلسطين بهيجان في بعض البلدان العربية، كأحداث شغب وجدة وجرادة في المغرب. | - إحصائيات ومراجع بهجرة اليهود (عليا). - إحصائيات ومراجع بهجرة اليهود (عليا). - إحصائيات ومراجع بهجرة اليهود (عليا). - استبانة تُظهر أعداد المهاجرين اليهود إلى أرض فلسطين. |
| هدنة 1949                                | 1949                     | فلسطين         | مجموعة من اتفاقات الهدنة الموقعة خلال عام 1949 بين إسرائيل والدول المجاورة لها، مصر، ولبنان، والأردن، وسورية، لوضع حد رسميٍّ للأعمال العدائية الرسمية للحرب العربية الإسرائيلية 1948، وتحديد خطوط الهدنة بين القوات الإسرائيلية، والقوات الأردنية العراقية، المعروفة أيضًا باسم الخط الأخضر. | - الوضع العسكري لفلسطين، في 6 نيسان (أبريل) 1949، كما نُشرَت في أوراق هاري ترومان. - خريطة الأمم المتحدة، لعام 1955، والتي تبين اتفاقيات الهدنة. |
| تمرد الفدائيين الفلسطينيين               | 1949 - 1956              | فلسطين         | هو صراع مسلح عبر الحدود، بلغ ذروته بين عامي 1949 و1956، وشمل قوات إسرائيلية، مع مسلحين فلسطينيين من مقرهم في قطاع غزة، وهو الإقليم الوحيد لمحمية عموم فلسطين، وهي دولة قصيرة العيش أُعلنَت في تشرين الأول (أكتوبر) 1948، والتي أصبحَت نقطة محورية لنشاط الفدائيين الفلسطينيين. | - الشرطة الإسرائيلية تتفحص جثثًا لخمسة فدائيين، في عام 1956. |

### الخمسينيات (1950)
| الحدث                      | التاريخ     | الدولة العربية          | الوصف | صورة                                                              |
| -------------------------- | ----------- | ----------------------- | --- | ----------------------------------------------------------------- |
| عمليات انتقامية            | 1950 - 1970 | فلسطين سوريا الأردن مصر | هي غارات قامت بها قوات الدفاع الإسرائيلية في الخمسينات والستينات، ردًّا على هجمات الفدائيين المتكررة، التي يقوم بها عرب متسللون ومسلحون من سوريا و‌مصر و‌الأردن في إسرائيل. |                                                                   |
| مذبحة قبية                 | 1953        | فلسطين                  | مذبحة حدثت في ليلة ما بين 14 أو 15 تشرين الأول (أكتوبر) من عام 1953، عندما قام جنود إسرائيليون تحت قيادة أرئيل شارون بمهاجمة قرية قبية الواقعة في الضفة الغربية (التي كانت حينها تحت السيادة الأردنية). قُتل في المذبحة 69 فلسطينيًّا، العديد منهم في أثناء اختبائهم في بيوتهم التي تم تفجيرها. وتم هدم 45 منزلًا ومدرسةً واحدة ومسجدًا واحدًا. | - خريطة سياسية للمنطقة، عام 1953، تُظهر موقع قبية. - آثار المذبحة. |
| فضيحة لافون                | 1954        | مصر                     | عملية سرية إسرائيلية فاشلة كانت تعرف بـعملية سوزانا، خطط لها وزير الدفاع الإسرائيلي بنحاس لافون، ووجَّه مجموعة يهودية كانت تعيش في مصر، كان المُفترض من العملية أن تتم في مصر، عن طريق تفجير أهداف مصرية وأمريكية وبريطانية في مصر، في صيف عام 1954، لخلق فوضى سياسية تجاه مصر ضمن ما يُعرف بالراية الكاذبة، ولكن السلطات المصرية اكتشفَت الجناة واعتقلتهم. | - مُخطِّط العملية بنحاس لافون.                                       |
| حرب 1956 (العدوان الثلاثي) | 1956        | مصر                     | قرر الرئيس جمال عبد الناصر تأميم قناة السويس، وأصبحَت عائداتها مُلكًا لمصر، وذلك لتمويل بناء السد العالي، بعد أن كان لكل من بريطانيا وفرنسا نصيب الأسد من تلك العائدات، فكان ذلك القرار مقدمةً للعدوان الثلاثي على مصر. واتخذت كل من أطراف العدوان فرصةً لتحقيق دوافعها الخاصة بها، فبريطانيا وجدت فيها الفرصة للانتقام من التأميم، وكذلك فرنسا، أما إسرائيل فقد رأت أن الفرصة مناسبة لتدمير قوة مصر العسكرية والتوسع إلى قناة السويس.:3:6:27:31:30:51:411:415 | - آثار القصف الجوي لبورسعيد، في العدوان الثلاثي.                  |
| مذبحة كفر قاسم             | 1956        | فلسطين                  | هي مجزرة نفَّذها حرس الحدود الإسرائيلي ضد مواطنين فلسطينيين عُزَّل في قرية كفر قاسم، في 29 تشرين الأول (أكتوبر) عام 1956، راح ضحيتها 49 مدنيًا عربيًا، منهم تسعة عشر رجلًا، وست نساء، وثلاثة وعشرون طفلًا من عمر 8 إلى 17 عامًا. حاولت حكومة إسرائيل بقيادة بن غوريون التستر على المجزرة ومنع نشرها. وتعرض المتهمون لمحاكمات صورية وأُطلق سراحهم فيما بعد. | - نائب الكنيست توفيق طوبي أحد الذين كشفوا النقاب عن المذبحة.      |
| تأسيس حركة فتح المسلحة     | 1959        | فلسطين                  | ياسر عرفات يُؤسس حركة فتح المسلحة، في مصر، لمهاجمة أهداف في إسرائيل. |                                                                   |

### الستينيات (1960)
| الحدث                                                 | التاريخ                                | الدولة العربية          | الوصف | صورة |
| ----------------------------------------------------- | -------------------------------------- | ----------------------- | --- | --- |
| تأسيس منظمة التحرير الفلسطينية وجيش التحرير الفلسطيني | 1964                                   | فلسطين                  | جامعة الدول العربية تُعلن عن تشكيل منظمة التحرير الفلسطينية، وجيش التحرير الفلسطيني، تحت قيادة أحمد الشقيري، ومقرها في القاهرة. | - شعار منظمة التحرير الفلسطينية الحالي. - شعار جيش التحرير الفلسطيني الحالي. |
| النزاع المائي                                         | تشرين الثاني (نوفمبر) 1964 - أيار 1967 | مصر الأردن لبنان سوريا  | سلسلة من المواجهات بين إسرائيل وجيرانها العرب، بشأن السيطرة على مصادر المياه في حوض تصريف نهر الأردن. وكان هذا النزاع أحد التصعيدات التي أدت إلى حرب 1967، حيث لم تكن الدول العربية مستعدة بعد للتعايش مع مشروع تنتفع فيه إسرائيل اقتصاديًّا من مصادر مياه في المنطقة، على حساب العرب. | - شلالات بانياس الحولة في مرتفعات الجولان. |
| حرب 1967 (النكسة)                                     | 1967                                   | فلسطين مصر الأردن سوريا | في 14 أيار (مايو) وبمناسبة الذكرى التاسعة عشرة لميلاد دولة إسرائيل، أجرى الجيش عرضًا عسكريًا في القدس خلافًا للمواثيق الدولية التي تقر بأن القدس منطقة منزوعة السلاح. من جهتيهما، فقد كانت مصر وسوريا تخطوان صوب خطوات تصعيدية، ففي آذار (مارس) 1967 تم إعادة إقرار اتفاقية الدفاع المشتركة بين البلدين، وقال الرئيس المصري جمال عبد الناصر أنه في حال كررت إسرائيل عملية طبرية فإنها سترى أن الاتفاق ليس «قصاصة ورق لاغية». وعمومًا فإن توتر العلاقات بين إسرائيل ودول الطوق العربي، تعود لأواخر عام 1966 حين حدثت عدة اشتباكات في الجولان والأردن مع الجيش الإسرائيلي، وإلى جانب عملية طبرية فإن عملية السموع التي قام بها الجيش الإسرائيلي ضد بلدة السموع تُعتبر من أكبر هذه العمليات؛ كما شهدت بداية العام 1967 عدة اشتباكات متقطعة بالمدفعية بين الجيش السوري والجيش الإسرائيلي، بسبب تسلسل قوات فلسطينية إلى داخل الجليل ووحدات إسرائيلية إلى داخل الجولان. كما قام الجيش الإسرائيلي في عام 1967 باحتلال الضفة الغربية من نهر الأردن، التي كانت في ذلك الحين جزءًا من الأردن، كما احتل قطاع غزة وشبه جزيرة سيناء وهضبة الجولان السورية، بالإضافة إلى مناطق أردنية في الشمال كالباقورة والغمر. | - الأراضي التي سيطرَت عليها إسرائيل، بعد حرب 1967. - هدم إسرائيل لحارة المغاربة، نتيجةً للحرب. - جنود إسرائيليون يدخلون المسجد الأقصى، إبان حرب 1967. - طوابع إسرائيلية تحتفي بالنصر.                                                                          |
| ضم القدس الشرقية لإسرائيل                             | 1967                                   | فلسطين                  | أعلنَت حكومة إسرائيل عن ضم القدس الشرقية والقرى المجاورة لها إلى إسرائيل عند انتهاء الحرب. وفي باقي المناطق أقامت إسرائيل حكمًا عسكريًّا حسب المفروض عليه في القانون الدولي (مع أنها لم تطبق جميع القوانين الدولية المتعلقة بمثل هذه الحالة). ورد القادة العرب على إسرائيل بمؤتمر عقد في الخرطوم عرف بمؤتمر اللاءات الثلاثة حيث أعلنوا فيه تبنيهم لمذكرة الوفد الفلسطيني الذي كان برئاسة أحمد الشقيري، والتي نصت على «لا صلح، لا تفاوض، لا اعتراف». | |
| حفريات المسجد الأقصى                                  | 1967 - حتى الآن                        | فلسطين                  | مجموعة من الحفريات التي تنفذها قوات الاحتلال الإسرائيلي حول وتحت المسجد الأقصى لإيمانهم بوجود هيكل سليمان. بدأت الحفريات بعد حرب 1967، عند سيطرة إسرائيل على البلدة القديمة في القدس. | - خطة الحرم النبيل (الحرم الشريف) من دراسة «فلسطين الغربية والقدس» بقلم تشارلز وارن. - نقش روماني من القرن الثالث، أُعيد استخدامه بوصفه حجر رصف داخل المسجد الأقصى. - دعامات إسمنتية في نفق تحت الحائط الغربي من المسجد الأقصى. - حفريات مجاورة لقوس روبنسون. |
| إصدار اقتراح حل الدولتين                              | 1967                                   | فلسطين                  | حل مقترح للصراع العربي الإسرائيلي، وهو المقابل لمحاولات تتمحور حول حل الدولة الواحدة والذي لا يحظى بتأييد معظم الدول. يقوم هذا الحل على أساس دولتين في فلسطين التاريخية تعيشان جنبًا إلى جنب، هما دولة فلسطين إلى جانب دولة إسرائيل، وهو ما تم إقراره في قرار مجلس الأمن 242، بعد حرب 1967 وسيطرة إسرائيل على باقي أراضي فلسطين التاريخية. | |
| خروج منظمة التحرير الفلسطينية من القاهرة              | 1967                                   | فلسطين                  | في عام 1967، خرجَت منظمة التحرير الفلسطينية من مقرِّها في القاهرة (مصر)، وأنشأَت مقرًّا جديدًا في عمان (الأردن). | |
| حرب الاستنزاف                                         | 1967-1970                              | مصر                     | هي تبعة من تبعات حرب 1967، حيث قامَت مصر برئاسة جمال عبد الناصر، بالهجوم على إسرائيل، وانتهَت هذه الحرب بـ: - وقف إطلاق النار وقبول مبادرة روجرز. - حالة اللاسلم واللاحرب. - استمرار الاحتلال الإسرائيلي للأراضي العربية. - خسائر مادية واقتصادية كبيرة للجانبين. - تهجير سكان مدن القناة. - إنشاء خط بارليف. - إعادة بناء الجيش المصري. - إقامة حائط الصواريخ. - اندلاع أحداث أيلول الأسود. | - الرئيس جمال عبد الناصر وقيادات الجيش المصري على الجبهة، خلال حرب الاستنزاف. |
| معركة الكرامة                                         | 1968                                   | الأردن                  | هي معركة بين الجيش الأردني والفدائيين، ضد الجيش الإسرائيلي من جهة أخرى، في 21 آذار 1968. انتصر الفدائيون والجيش الأردني تحت قيادة العميد الركن مشهور، حيث قُتل من الإسرائليين 250 جنديًّا وجُرح 450 آخرين، في أقل من 15 ساعة، وشهدَت العاصمة عمان، جنازير الدبابات الإسرائيلية المحترقة مسحوبةً بعربات، وبداخلها جنود إسرائيليون قُتلوا في أثناء المعركة. | - الملك حسين (القائد الأعلى للقوات المسلحة) على ظهر دبابة إسرائيلية. |
| الغارة الإسرائيلية على لبنان                          | 1968                                   | لبنان                   | هي عملية قامت بها القوات الخاصة بالجيش الإسرائيلي في مطار بيروت مساء يوم 28 كانون الأول (ديسمبر) 1968، وقد كانت العملية ردًّا على الهجوم على العال. | |
| المقاومة الفلسطينية في جنوب لبنان                     | 1968                                   | لبنان                   | صراع مسلح بدأتْه المقاومة الفلسطينية، متحصنين في جنوب لبنان ضد إسرائيل منذ عام 1968، واستمر حتى خروج منظمة التحرير الفلسطينية من لبنان، في حرب لبنان 1982. على الرغم من أن الجبهة الشعبية وبعض الفصائل الفلسطينية الأخرى واصلت الأنشطة العسكرية على مستوى منخفض ضد إسرائيل من الأراضي اللبنانية بعدها. إثر عام 1982، تحوَّل هذا الصراع من صراع فلسطيني إسرائيلي إلى صراع بين إسرائيل وحزب الله. | |
| حريق المسجد الأقصى                                    | 21 آب (أغسطس) 1969                     | فلسطين                  | هو حريق شبَّه إسرائيلي يُدعى مايكل روهن في الجناح الشرقي للجامع القبْلي الموجود في الجهة الجنوبية للمسجد الأقصى، التهمَت النيران كامل محتويات الجناح بما في ذلك منبره التاريخي المعروف بمنبر صلاح الدين، كما هدد الحريق قبة الجامع الأثرية المصنوعة من الفضة الخالصة الامعة. أحدثَت هذه الجريمة فوضى في العالم، وفجرت ثورة غاضبة خاصة في أرجاء العالم الإسلامي، وفي اليوم التالي للحريق أدى آلاف المسلمين صلاة الجمعة، في الساحة الخارجية للمسجد الأقصى وعمَّت المظاهرات القدس بعد ذلك احتجاجًا على الحريق، وكان من تداعيات الحريق عقد أول مؤتمر قمة إسلامي في الرباط بالمغرب، حيث إن المسجد الأقصى تضرر، بسبب التأخر عن إطفاء الحريق، وذلك لأن إسرائيل قامت بقطع المياه عن المنطقة المحيطة بالمسجد في نفس يوم الحريق، وتعمَّدت سيارات الإطفاء التابعة لبلدية القدس التأخير؛ حتى لا تشارك في إطفاء الحريق، بل جاءت سيارات الإطفاء العربية من الخليل ورام الله قبلها وساهمت في إطفاء الحريق. | |
| تولي ياسر عرفات قيادة منظمة التحرير الفلسطينية        | 1969                                   | فلسطين                  | ياسر عرفات يتولى قيادة منظمة التحرير الفلسطينية، عُقب اشتباكات اندلعَت بين المسلحين الفلسطينيين، والقوات الإسرائيلية في الأردن عام 1968، ويُؤكد استقلال المنظمة عن مصر. | - مؤتمر صحفي لنايف حواتمة وياسر عرفات وكمال ناصر، في عمان في مطلع عام 1970. |

### السبعينيات (1970)
| الحدث                                                 | التاريخ                                       | الدولة العربية              | الوصف | صورة |
| ----------------------------------------------------- | --------------------------------------------- | --------------------------- | --- | --- |
| أحداث أيلول الأسود                                    | 16 أيلول (سبتمبر) 1970 - 17 تموز (يوليو) 1971 | فلسطين الأردن سوريا         | هو الصراع الذي نشب في الأردن، بين القوات المسلحة الأردنية بقيادة الملك الحسين، ومنظمة التحرير الفلسطينية بقيادة ياسر عرفات، إثر احتلال إسرائيل للضفة الغربية في عام 1967، حيث انتقل المقاتلون الفلسطينيون إلى الأردن، وصعَّدوا هجماتهم على إسرائيل. | - جمال عبد الناصر (رئيس مصر) وسيطًا بين الملك حسين (ملك الأردن)، وياسر عرفات (رئيس منظمة التحرير).                           |
| خروج منظمة التحرير الفلسطينية من مقرها في عمان        | 1971                                          | فلسطين                      | في عام 1967، خرجَت منظمة التحرير الفلسطينية من مقرِّها في عمان (الأردن)، وأنشأَت مقرًّا جديدًا في بيروت (لبنان). | |
| خطة الملك حسين حول الفدرالية                          | 15 آذار (مارس) 1972                           | فلسطين الأردن               | هو برنامج سياسي اقترحه ملك الأردن الحسين بن طلال خلال خطاب له، أمام مجلس النواب في 15 آذار (مارس) 1972، بهدف إقامة اتحاد فدرالي بين الأردن وفلسطين تحت اسم «المملكة العربية المتحدة»، بشرط أن تتنازل إسرائيل عن السيطرة على القدس الشرقية لصالح الاتحاد الفدرالي بين الأردن وفلسطين من أجل أن تصبح عاصمة القطر الفلسطيني. جاءَت الخطة خلال مفاوضات بين ملك الأردن الحسين بن طلال، ورئيس منظمة التحرير الفلسطينية ياسر عرفات، تتعلق بمستقبل العلاقات بين المملكة الأردنية والضفة الغربية. رُفِض الاقتراح من قبل معظم الأطراف المعنية فور إعلانه، حيث اُعتبر نهايةً للقضية الفلسطينية، واعترافًا بإسرائيل. | |
| حرب تشرين التحريرية (حرب أكتوبر)                      | 1973                                          | مصر سوريا                   | كانت الخسائر العربية من هذه الحروب جسيمة، فقد احتلت إسرائيل القدس الشرقية من فلسطين، والباقورة والغور من الأردن، والجولان من سوريا، وسيناء من مصر.، فجاءت هذه الخسارة بحرب 1973، وهي حرب دارت بين مصر وسوريا من جهة، والكيان الصهيوني من جهة أخرى، في عام 1973، وتلقى الجيش الإسرائيلي ضربةً قاسيةً في هذه الحرب، حيث تم اختراق خط عسكري أساسي في شبه جزيرة سيناء وهو خط بارليف. وكانت نتائج هذه الحرب: - تدمير الجيش المصري خط بارليف، وتدمير الجيش السوري خط آلون. - حظر النفط 1973. - استرداد السيادة الكاملة على قناة السويس. - استرداد جزء من الأراضي في شبه جزيرة سيناء وفي هضبة الجولان. - عودة الملاحة في قناة السويس في حزيران (يونيو) 1975. - وضع حد لأسطورة تفوق الجيش الإسرائيلي على العرب. - اقتناع إسرائيل بضرورة تسوية الصراع العربي الإسرائيلي بالطرق السياسية.:7:17 | - أحد حصون خط بارليف. - رفع العلم المصري في سيناء، في 6 تشرين الأول (أكتوبر) 1973.                                          |
| حظر النفط 1973                                        | 13 تشرين الأول (أكتوبر) 1973                  | السعودية الإمارات مصر سوريا | قام أعضاء منظمة الدول العربية المصدرة للبترول أوبك (تتألف من الدول العربية أعضاء أوبك بالإضافة إلى مصر وسوريا) بقيادة الملك فيصل بإعلان حظر نفطي للضغط ودفع الدول الغربية (والتي كانت تدعم إسرائيل) على إجبار إسرائيل على الانسحاب من الأراضي العربية المحتلة في حرب 1967. | |
| مبادرة كارتر                                          | 1977                                          | العالم العربي               | لدى توليه مهام منصبه في 20 كانون الثاني (يناير) 1977، تحرك الرئيس كارتر إلى إنعاش عملية السلام في الشرق الأوسط، والتي توقفت خلال حملة الانتخابات الرئاسية عام 1976 في الولايات المتحدة. بعد مشورة تقرير مؤسسة بروكينغز، اختار كارتر استبدال محادثات السلام الثنائية المتزايدة التي ميزت الدبلوماسية المكوكية لهنري كيسنجر في أعقاب حرب يوم الغفران عام 1973 بنهج شامل متعدد الأطراف. ومع ذلك، فقد زادت حرب يوم الغفران تعقيد الجهود الرامية إلى تحقيق أهداف الأمم المتحدة في قرار مجلس الأمن 242. وزار كارتر رؤساء الدول الذين سيضطر إلى الاعتماد عليهم لجعل أي اتفاق سلام ممكنًا. وبحلول نهاية سنته الأولى في منصبه، التقى بالفعل مع الرئيس محمد أنور السادات من مصر، والملك حسين من الأردن، والرئيس حافظ الأسد من سوريا، والرئيس إسحاق رابين من إسرائيل. على الرغم من أنه أيَّد مبادرة السادات للسلام، فقد رفض الملك حسين المشاركة في محادثات السلام. عرض بيجن على الأردن القليل ليكسبه، ولكن خشي الملك حسين من عزل الأردن عن العالم العربي واستفزاز سوريا ومنظمة التحرير الفلسطينية إذا شارك في محادثات السلام. كما رفض حافظ الأسد، الذي لم يكن لديه اهتمام خاص بالتفاوض مع إسرائيل في الولايات المتحدة، فوافق فقط على الاجتماع مع كارتر في جنيف. | |
| مبادرة السادات                                        | 9 تشرين الثاني (نوفمبر) 1977                  | مصر                         | في 9 تشرين الثاني (نوفمبر) 1977، فاجأ الرئيس السادات العالم بالإعلان أمام مجلس النواب عن عزمه على الذهاب إلى القدس والتحدث أمام الكنيست. وبعد ذلك بوقت قصير، دعته الحكومة الإسرائيلية بحرارة إلى مخاطبة الكنيست في رسالة تم تمريرها إلى السادات عبر السفير الأمريكي في مصر. وبعد عشرة أيام من خطابه، وصل السادات لزيارة رائدة استمرت ثلاثة أيام، والتي أطلقت أول عملية سلام بين إسرائيل ودولة عربية. | |
| نزاع 1978 اللبناني                                    | 1978                                          | لبنان                       | كانت عملية الليطاني هي الاسم الرسمي للغزو الإسرائيلي للبنان عام 1978 حتى نهر الليطاني. حيث تم دفع قوات منظمة التحرير الفلسطينية إلى الشمال من النهر. وأدى الاحتجاج الدولي إلى إنشاء قوة حفظ السلام التابعة لقوة الأمم المتحدة المؤقتة في لبنان (يونيفيل) معتكفةً بشكل جزئي من جانب إسرائيل. ومنذ هذا النزاع احتلَّت إسرائيل جنوب لبنان، حتى انسحاب إسرائيل من لبنان في عام 2000، حيث انسحبَت إسرائيل تدريجيًّا من لبنان باستثناء مزارع شبعا والتي لا تزال محتلةً حتى الآن. | - جنود إسرائيليون يجتمعون مع سعد حداد في أثناء عملية الليطاني. - حدود الأمم المتحدة للبنان وإسرائيل، بعد التدخل الإسرائيلي. |
| اتفاقات كامب ديفيد ومعاهدة السلام المصرية الإسرائيلية | 1979                                          | مصر                         | في 26 آذار (مارس) 1979 وعقب محادثات كامب ديفيد، وقع الجانبان (مصر، وإسرائيل) على معاهدة السلام المصرية الإسرائيلية وكانت المحاور الرئيسة للمعاهدة هي إنهاء حالة الحرب، وإقامة علاقات ودية بين مصر وإسرائيل، وانسحاب إسرائيل من سيناء التي احتلتها عام 1967 بعد حرب الأيام الستة، وتضمنت الاتفاقية أيضًا ضمان عبور السفن الإسرائيلية قناة السويس، واعتبار مضيق تيران وخليج العقبة ممرات مائية دولية، وقد تضمنَت الاتفاقية أيضًا البدء بمفاوضات لإنشاء منطقة حكم ذاتي للفلسطينيين في الضفة وقطاع غزة، والتطبيق الكامل لقرار مجلس الأمن الدولي رقم 242. | - من اليمين بيجن، والرئيس الأمريكي كارتر، ومن اليسار السادات.                                                               |
| يوم القدس العالمي                                     | 1979 - حتى الآن                               | إيران                       | حدث سنوي بدأ عام 1979، يهدف لمعارضة الاحتلال الإسرائيلي، ويتم حشد وإقامة المظاهرات المناهضة للصهيونية في هذا اليوم، في بعض الدول العربية والإسلامية، وبعض المجتمعات الإسلامية، والعربية، في مختلف أنحاء العالم، خاصةً في إيران، حيث كانت أول من اقترح المناسبة. | - مظاهرات يوم القدس العالمي في مدينة برلين الألمانية، في عام 2014، مع حضور بعض اليهوديين.                                   |

### الثمانينيات (1980)
| الحدث                                           | التاريخ                     | الدولة العربية | الوصف | صورة                                                                        |
| ----------------------------------------------- | --------------------------- | -------------- | --- | --------------------------------------------------------------------------- |
| عملية أوبرا                                     | 7 حزيران (يونيو) 1981       | العراق         | هي عملية عسكرية مفاجئة من الطيران الحربي الإسرائيلي، دمَّرَت المفاعل النووي العراقي تموز. | - الطائرة فاء 16 التي قصفت مفاعل تموز. - خارطة العملية.                     |
| خروج منظمة التحرير الفلسطينية من مقرها في بيروت | 1982                        | فلسطين         | في عام 1982، خرجَت منظمة التحرير الفلسطينية من مقرِّها في بيروت (لبنان)، وأنشأَت مقرًّا جديدًا في مدينة تونس (تونس). |                                                                             |
| حرب لبنان 1982                                  | 1982                        | لبنان          | بدأت حرب لبنان عام 1982، عندما هاجمت إسرائيل لبنان، وبررتها إسرائيل بأنها محاولة لإبعاد مقاتلي فتح، بزعامة ياسر عرفات من جنوب لبنان (حيث أقاموا خلال الحرب الأهلية في البلاد، في جيب شبه مستقل يُستخدم لشن الهجمات على إسرائيل). وقد تعرض غزو حزب الكتائب اللبنانية لانتقادات واسعة، خاصة بعد مذبحة صبرا وشاتيلا المكوّنة من التنظيم المسلح (ميليشيا) للكتائب المسيحية التي تدعمها إسرائيل، وأدت في النهاية إلى مقتل حوالي 1000 فلسطيني. على الرغم من أن إسرائيل نجحت خلال الحرب في إبعاد الأفراد العسكريين من منظمة التحرير الفلسطينية، بما في ذلك عرفات إلى تونس، فقد تورطت مع العديد من التنظيمات المسلحة (الميليشيات) الإسلامية المحلية ولا سيما حزب الله الذي حاربها لإنهاء الاحتلال الإسرائيلي في لبنان. | - المدينة الرياضية في بيروت، بعد الاجتياح الإسرائيلي لها، في عام 1982.      |
| الصراع في جنوب لبنان                            | 1982-2000                   | لبنان          | بحلول عام 1985 انسحبت إسرائيل من جميع الأراضي اللبنانية باستثناء امتداد ضيق حددته إسرائيل كمنطقة أمنية إسرائيلية. وعليه، لم يتم تنفيذ قرار مجلس الأمن الدولي رقم 425 (والذي يدعو إسرائيل إلى الانسحاب الكامل من لبنان بالكامل حتى 16 حزيران (يونيو) 2000). وعلى الرغم من قراري مجلس الأمن 1559 و1583، لا يزال حزب الله يملك جناحًا عسكريًا. | - دبابة إسرائيلية في جنوب لبنان، عام 1997. - شعار حزب الله.                 |
| عملية الساق الخشبية                             | 1 تشرين الأول (أكتوبر) 1985 | تونس           | قامت إسرائيل بقصف مقر القيادة العامة لمنظمة التحرير الفلسطينية في مدينة حمام الشط التونسية. | - صورة جويّة لاستهداف سلاح الجوّ الإسرائيلي منظمة التحرير الفلسطينية في تونس. |
| الانتفاضة الفلسطينية (أطفال الحجارة)            | 1987-1993                   | فلسطين         | قام الفلسطينيون بهبة جماهيرية عام 1987 وحتى 1993، عُرفت باسم الانتفاضة الأولى أو انتفاضة أطفال الحجارة، كانت هذه الانتفاضة سببًا في نشوء ضغوط دولية على إسرائيل. |                                                                             |
| تأسيس حركة حماس                                 | 1987                        | فلسطين         | إنشاء حركة حماس على يد الشيخ أحمد ياسين، في 14 كانون الأول (ديسمبر) 1987. |                                                                             |
| فك الارتباط الأردني مع الضفة الغربية            | تموز (يوليو) 1988           | فلسطين الأردن  | في شهر تموز (يوليو) من العام 1988 قامت الحكومة الأردنية بناءً على توجيهات من الملك الأردني حسين بن طلال باتخاذ سلسلة من الإجراءات، التي اُعتبرت إعادة تعريف للوضع القانوني، للضفة الغربية بالنسبة للأردن، فلم تعد الضفة الغربية جزءًا من الأردن تحت الاحتلال، واصطلح على هذه الخطوات بتسميتها «فك الارتباط». ومن هنا بدأَت الوصاية الهاشمية الأردنية على المقدسات الإسلامية والمسيحية (متضمنًا ذلك المسجد الأقصى) حتى يومنا هذا. |                                                                             |

### التسعينيات (1990)
| الحدث                                                 | التاريخ                | الدولة العربية            | الوصف | صورة |
| ----------------------------------------------------- | ---------------------- | ------------------------- | --- | --- |
| المؤتمر الدولي لدعم الانتفاضة الفلسطينية              | 1990                   | إيران                     | مؤتمر دوليّ يُعقد كلّ بضع سنوات في العاصمة الإيرانية طهران، بحضور رؤساء ووُفود البرلمانات الوطنية والاستشارية، والفصائل الفلسطينية، وقوى وأحزاب عربية وإسلامية، وحشد من العلماء والمفكرين والوجوه العلمية والثقافية والسياسية، من مختلف دول العالم وكذلك المنظمات غير الحكومية الداعمة للمقاومة الفلسطينية، وعدد من الناشطين الفلسطينيين وداعمي المقاومة، ومشاركة واسعة للفصائل الفلسطينية مثل حركة فتح، وحركة حماس، وحركة الجهاد، والجبهة الشعبية للقيادة العامة، والجبهة الديمقراطية. تمّ الموافقة على إقامة المؤتمر الدولي لدعم الانتفاضة الفلسطينية، تنفيذًا لقانون حماية الثورة الإسلامية للشعب الفلسطيني الذي وافق علیه مجلس الشورى الإسلامي في إيران في عام 1990. | - شعار المؤتمر السادس. |
| مؤتمر مدريد                                           | 1991                   | فلسطين الأردن سوريا لبنان | هو مؤتمر سلام عُقد في الفترة من 30 تشرين الأول (أكتوبر) إلى 1 تشرين الثاني (نوفمبر) 1991 في مدريد، استضافته إسبانيا وشاركت في رعايته الولايات المتحدة و‌الاتحاد السوفيتي. وكانت محاولةً من جانب المجتمع الدولي لإحياء عملية السلام الإسرائيلية الفلسطينية من خلال المفاوضات، التي تشمل إسرائيل و‌الفلسطينيين وكذلك البلدان العربية، بما فيها الأردن و‌لبنان و‌سوريا. | - لحظة خطبة الرئيس بوش الأب، في مؤتمر السلام للشرق الأوسط، في القصر الملكي، في مدينة مدريد الإسبانية.                                                                                           |
| اتفاقية أوسلو                                         | 13 أيلول (سبتمبر) 1993 | فلسطين                    | هو مؤتمر سلام بين الفلسطينيين وإسرائيل، وأول اتفاقية رسمية مباشرة بين إسرائيل - ممثلةً بوزير خارجيتها آنذاك شمعون بيريز -، ومنظمة التحرير الفلسطينية - ممثلةً بأمين سر اللجنة التنفيذية محمود عباس - لبدء حقبة خالية من العنف، وقد تنازلت حركة فتح التي تقوم منظمة التحرير الفلسطينية بموجب هذا الاتفاق عن نحو 78 في المائة من مساحة فلسطين التاريخية. وهو يُلزم الأطراف بالآتي: - التزام منظمة التحرير الفلسطينية على لسان رئيسها ياسر عرفات بحق دولة إسرائيل في العيش بسلام وأمن، والوصول إلى حل لكل القضايا الأساسية المتعلقة بالأوضاع الدائمة من خلال المفاوضات، وأن إعلان المبادئ هذه يبدأ حقبة خالية من العنف، وطبقًا لذلك فإن منظمة التحرير الفلسطينية تدين استخدام الإرهاب وأعمال العنف الأخرى، وستقوم بتعديل بنود الميثاق الوطني للتماشي مع هذا التغيير، كما وسوف تأخذ على عاتقها إلزام كل عناصر أفراد منظمة التحرير الفلسطينية بها، ومنع انتهاك هذه الحالة وضبط المنتهكين. - قررت حكومة إسرائيل على لسان رئيس وزرائها إسحاق رابين أنه في ضوء التزامات منظمة التحرير الفلسطينية، فإنها تعترف بمنظمة التحرير الفلسطينية باعتبارها الممثل للشعب الفلسطيني، وبدء المفاوضات معها. - أنهى الاتفاق الانتفاضة الأولى، ونص على تأسيس حكم ذاتي فلسطيني يتبع لإسرائيل. | - بل كلنتن، وياسر عرفات، ورابين عند توقيعهم اتفاقية أوسلو. |
| خروج منظمة التحرير الفلسطينية من مقرها في مدينة تونس  | 1993                   | فلسطين                    | في عام 1993، خرجَت منظمة التحرير الفلسطينية من مقرِّها في مدينة تونس (تونس)، وأنشأَت مقرًّا جديدًا في رام الله (فلسطين). | |
| السلطة الوطنية الفلسطينية والحكم الذاتي               | 1994                   | فلسطين                    | كان قيام حكم ذاتي فلسطيني محدود في غزة ومناطق معينة من الضفة الغربية عام 1994 هو بدايةً لاسترداد بعض حقوق الفلسطينيين، وفي عام 1996 أُقيمَت انتخابات رئاسية فاز بها ياسر عرفات على منافسته الوحيدة سميحة خليل. | |
| معاهدة السلام الأردنية الإسرائيلية (معاهدة وادي عربة) | 1994                   | الأردن                    | شهدَت العلاقات الأردنية الإسرائيلية تطورًا ملحوظًا مع مطلع السبعينات، واستمرّت في التحسن شيئًا فشيئًا إلى أن تم توقيع معاهدة السلام بين الأردن وإسرائيل في سنة 1994. | - في معاهدة السلام الأردنية الإسرائيلية. |
| اتفاقية أوسلو 2                                       | 1995                   | فلسطين                    | وضعت الاتفاقية تصورًا لتأسيس حكومة ذاتية انتقالية فلسطينية في الأراضي الفلسطينية، لكنها لم تتضمن وعدًا بإقامة دولة فلسطينية مستقلة. أسست أوسلو 2 المناطق: أ، وب، وج منزوعة السلاح في الضفة الغربية. ومُنحت السلطة الفلسطينية بعض السلطات والمسؤوليات المحدودة في المنطقتين أ وب، وإمكانية عقد مفاوضات حول التسوية النهائية حسب قراري مجلس الأمن رقم 242 و338. تم التوقيع الرسمي على الاتفاقية في واشنطن يوم 28 أيلول (سبتمبر) 1995، وسبقتها أحداث دامية تركت أثرًا عليها، فقد سبقتها مجزرة الحرم الإبراهيمي في المسجد الإبراهيمي، وعدة عمليات انتحارية هزت العمق الإسرائيلي، وأعقبها اغتيال رئيس الوزراء الإسرائيلي إسحاق رابين. | - خريطة المناطق. الخط الأحمر يُمثِّل طريق الجدار الإسرائيلي في الضفة الغربية، كما تمت الموافقة عليه في 20 شباط (فبراير) 2005.                                                                      |
| اتفاق الخليل                                          | 1997                   | فلسطين                    | وفي عام 1997 تم الاتفاق بين منظمة التحرير الفلسطينية وإسرائيل على ما عُرف باسم اتفاق الخليل، الذي ترتب عليه انسحاب القوات الإسرائيلية من مناطق مأهولة بالفلسطينيين، وبقاء مناطق تحت السيطرة الإسرائيلية في البلدة القديمة والطرق المؤدية إليها. | - خريطة اتفاق الخليل، التي تُظهر المنطقة H1 والتي من المفترض أن تكون خاضعة للسيطرة الفلسطينية، والمنطقة H2 الخاضعة للسيطرة الإسرائيلية. - خريطة شارع الشهداء المُغلق. (الصورة ملتقطة في عام 2011) |
| اتفاقية واي ريفر                                      | 1998                   | فلسطين                    | هو اتفاق نص على إعادة انتشار إسرائيل في بعض المناطق الفلسطينية، وعلى قيام السلطة بترتيبات أمنية من بينها إخراج المنظمات الإرهابية عن القانون، وتشكيل لجنتين الأولى ثنائية فلسطينية إسرائيلية للتنسيق الأمني - لتسليم الفلسطينيين المُجرَّمين لإسرائيل - والأخرى ثلاثية فيها الولايات المتحدة إضافةً إلى الطرفين السابقين، لمنع التحريض المحتمل على الإرهاب، وتضم ثلاثة خبراء من كل طرف إعلامي وقانوني وتربوي. كما نص على تشكيل لجنة أخرى ثلاثية أيضًا، بهدف مراجعة وتنسيق الأمن ومحاربة الإرهاب، وعلى أن تستأنف مفاوضات الوضع النهائي، والتوصل إلى اتفاق قبل الرابع من حزيران (يونيو) 1999. | - الزعيم الفلسطيني ياسر عرفات يلتقي رئيس الوزراء الإسرائيلي بنيامين نتنياهو في مدينة دافوس الإيطالية، في عام 1997.                                                                              |
| مذكرة شرم الشيخ (اتفاقية واي ريفر الثانية)            | 1999                   | فلسطين                    | تعديل وتوضيح وتنفيد لاتفاقية واي ريفر الأولى. | |

### العقد الأول (2000)
| الحدث                                              | التاريخ                   | الدولة العربية        | الوصف | صورة |
| -------------------------------------------------- | ------------------------- | --------------------- | --- | --- |
| الانتفاضة الفلسطينية الثانية (انتفاضة الأقصى)      | 2000                      | فلسطين                | كانت بداية انتفاضة الأقصى في تاريخ 28 أيلول (سبتمبر) 2000، ردة فعل شعبية على دخول أرئيل شارون أحد باحات المسجد الأقصى المبارك، وقد عملت حركات المقاومة على استمرار الانتفاضة وتصعيدها، حتى تحولت إلى مقاومة مسلحة في مواجهة ترسانة الحرب الإسرائيلية. | - جنود إسرائيليون في الانتفاضة الفلسطينية الثانية عام 2000. - لحظة قتل محمد الدرة، بعدسة المصور الفرنسي شارل إندرلان لقناة فرنسا 2، في الانتفاضة، في غزة، في 30 أيلول (سبتمبر) 2000. |
| صراع مزارع شبعا                                    | 2000-2006                 | لبنان                 | هي اشتباكات متفرقة، حدثت بين حزب الله والجيش الإسرائيلي، على مناطق لبنانية خاضعة للسيادة الإسرائيلية. | - خريطة توضح مكان مزارع شبعا، بين لبنان وسوريا، والتي احتلَّتها إسرائيل. - حقول منجم تل الفاهر، في مرتفعات الجولان، مع مزارع شبعا في الخلفية. (الصورة ملتقطة في عام 2009) |
| حصار ياسر عرفات                                    | 2001                      | فلسطين                | القوات الإسرائيلية تُحاصر رام الله، بعد سلسلة من الهجمات التي نفذها فلسطينيييون داخل إسرائيل، مما أسفر عن اعتقال ياسر عرفات. | |
| تقسيم الضفة الغربية وبناء الجدار الفاصل            | 2002                      | فلسطين                | في حزيران (يونيو) 2002 بدأت الحكومة الإسرائيلية ببناء جدار فاصل داخل الضفة الغربية، مصرحةً بأن الهدف من بناء الجدار هو حماية مواطنيها من «الهجمات الإرهابية» والحفاظ على أمنها، وأدى بناء الجدار إلى تحديد الحركة بين مناطق الضفة الغربية، كما حدّ من الحركة إلى إسرائيل، بالإضافة إلى خلق مناطق مغلقة وجيوب محصورة خلف الجدار لا يستطيع السكان الفلسطينيون الوصول إليها إلا بتصاريح خاصة، وكذلك إلى حصر ما يقدر بـ5000 فلسطيني خلف الجدار. | - خط زمني لجدار الفصل العنصري، في الضفة الغربية. |
| عملية سفينة نوح                                    | 2002                      | فلسطين                | عملية عسكرية إسرائيلية في كانون الثاني (يناير) 2002، والتي من خلال هذه العملية استولت القوات الإسرائيلية على السفينة إم في كارين أيه والتي وفقًا لالجيش الإسرائيلي كانت سفينة بضائع فلسطينية في البحر الأحمر. | - الجزء العلوي من سارية السفينة، بعد أن استولَت عليها إسرائيل. |
| مبادرة السلام العربية                              | 2002                      | فلسطين سوريا السعودية | هي مبادرة أطلقها الملك عبد الله بن عبد العزيز ملك السعودية للسلام في الشرق الأوسط بين إسرائيل والفلسطينيين. هدفها إنشاء دولة فلسطينية معترف بها دوليًّا على حدود 1967، وعودة اللاجئين، وانسحاب من هضبة الجولان المحتلة، مقابل اعتراف وتطبيع العلاقات بين الدول العربية مع إسرائيل. | |
| اعتراض تهريب الأسلحة في قارب أبو حسن               | 2003                      | فلسطين                | اعترضَت البحرية الإسرائيلية قارب أبو حسن، والذي استخدم لتهريب الأسلحة لغزة في 21 أيار (مايو) عام 2003. | - القارب بعد استيلاء البحرية الإسرائيلية عليه. |
| اتفاقية تصدير الغاز المصري لإسرائيل                | 2005 - 2020               | مصر                   | اتفاقية وقعتها الحكومة المصرية عام 2005 مع إسرائيل تقضي بالتصدير إليها 1.7 مليار متر مكعب سنويا من الغاز الطبيعي لمدة 20 عاما، بثمن يتراوح بين 70 سنتا و1.5 دولار للمليون وحدة حرارية بينما يصل سعر التكلفة 2.65 دولار، كما حصلت شركة الغاز الإسرائيلية على إعفاء ضريبي من الحكومة المصرية لمدة 3 سنوات من عام 2005 إلى عام 2008 وقد أثارت هذه الاتفاقية حملة احتجاجات كبيرة دفعت عددا كبيرا من نواب مجلس الشعب المصري إلى الاحتجاج وتقديم طلبات إحاطة. بدأَت مصر تلقي الغاز الإسرائيلي بواقع 200 مليون قدم مكعبة يوميًّا، في كانون الثاني (يناير) 2020. | |
| خصومات فتح وحماس                                   | 2005                      | فلسطين                | في 9 كانون الثاني (يناير) 2005 استلم محمود عباس منصب الرئاسة للسلطة الوطنية الفلسطينية بالانتخابات بعد وفاة ياسر عرفات، والذي ظل يشغل هذا المنصب حتى وفاته. وعام 2006 أُقيمت الانتخابات التشريعة الثانية في الضفة الغربية وقطاع غزة، أسفرت عن نجاح حركة حماس بالأغلبية النيابية في المجلس التشريعي الفلسطيني، وهو ما اعتبر تغييرًا كبيرًا على الخارطة السياسية الفلسطينية، وتعرض الفلسطينيون بعدها لضغوط دولية تمثلت في تغيير سياسة الدول المانحة في تحويلها للأموال للسلطة الوطنية الفلسطينية أو إيقافها تمامًا، مما أدى إلى ضائقة مالية خانقة، تعرضت لها مؤسسات السلطة، كما ظهرَت خلافات داخلية عدّة، تطورت أحيانًا إلى مواجهات مسلّحة على خلفية خلافات سياسية بين الفصائل الفلسطينية. | |
| إطلاق مبادرة خارطة طريق السلام                     | 2005                      | فلسطين                | هي مبادرة لإجبار الفلسطينيين على نبذ العنف، وإعطاء إسرائيل حق العيش بسلام. | - عدد المستوطنين حسب السنة، في الأراضي التي تحتلها إسرائيل من عام 1972 إلى 2007. - رئيس الوزراء الفلسطيني محمود عباس، ورئيس الولايات المتحدة جورج دبليو بوش، ورئيس الوزراء الإسرائيلي أرييل شارون، بعد قراءة بيان للصحافة خلال اللحظات الختامية لقمة البحر الأحمر في مدينة العقبة الأردنية، في 4 حزيران (يونيو) 2003. |
| صراع إسرائيل وإيران بالوكالة                       | 2006 - حتى الآن           | إيران                 | هو صراع مستمر غير مباشر بين إسرائيل وإيران بدأ منذ أكثر من عقد، واشتد في عام 2006 مع بروز حزب الله، يتمحور الصراع حول النضال السياسي للقيادة الإيرانية ضد إسرائيل، وهدف إسرائيل في منع إيران من إنتاج أسلحة نووية، وإضعاف حلفائها وأتباعها مثل حزب الله، وحماس، والحكومة السورية. وفقًا لما ذكره رئيس الموساد يوسي كوهين: «طالما ظل النظام الحالي قائمًا، مع الاتفاق النووي أو بدونه، فإن إيران ستظل تشكل التهديد الرئيس لأمن إسرائيل». هذا الصراع ولَّد حالةً من التقارب العربي الإسرائيلي في بعض الدول العربية، وكما صرَّح رئيس وزراء إسرائيل بنيامين نتنياهو بأنَّه يجب إقامة حلف عربي إسرائيلي، ضد إيران وأي دولة أخرى تعبث بمستقبل المنطقة. | - قاذفة آر بي جي الصاروخية عليها رمز إيران، عثرَت عليها إسرائيل، خلال حرب لبنان في عام 2006. |
| حرب لبنان (حرب تموز)                               | 2006                      | لبنان                 | دارت هذه الحرب بين الجيش الإسرائيلي وتنظيم حزب الله اللبناني، وكان ذلك في صيف عام 2006، إثر قيام حزب الله بعملية تدعى الوعد الصادق عندما قامت عناصره باختطاف جنديين إسرائيليين على الحدود اللبنانية الفلسطينية المحتلة، وقد أظهر حزب الله في هذه الحرب أسلحة متطورةً نسبيًّا هُرّبت إليه من إيران، عن طريق سوريا، كذلك قام الحزب بضرب بعض المواقع في إسرائيل، كان أهمها مدينة حيفا، وكانت الخسائر الاقتصادية كبيرة على الكيان الصهيوني وفق اعترافاته، بينما ألحقَت الهجمات الإسرائيلية خسائر كبيرة في البنية التحتية للبنان وجنوبه بشكل عام، والضاحية الجنوبية لبيروت بشكلٍ خاص ومكثف، إذ إن إسرائيل لم تقصف أي منطقة أخرى بنفس القوة والكثافة التي قصفت بها الجنوب والضاحية، وهما مركزا الثقل الشيعي في لبنان. | - أحد الأحياء المتضررة من القصف، في الضاحية الجنوبية لمدينة بيروت اللبنانية. |
| صراع إسرائيل وغزة                                  | 2006 - حتى الآن           | فلسطين                | منذ تولي حركة حماس زمام الأمور في غزة، بدأ جزء جديد في الصراع الفلسطيني الإسرائيلي، ما أسفر عن عمليات عديدة، مثل: عملية أمطار الصيف، وعملية غيوم الخريف. | - أحد المباني المدمرة في قطاع غزة، في كانون الثاني (يناير) 2009. - منازل مدمرة في قطاع غزة، في كانون الأول (ديسمبر) 2012. |
| حصار غزة                                           | 2006 - حتى الآن           | فلسطين                | هو حصار خانق قامت إسرائيل بفرضه على قطاع غزة، إثر نجاح حركة المقاومة الإسلامية حماس في الانتخابات التشريعية في 2006، قبل دخول حماس غزة بعام، ثم عززت إسرائيل الحصار في 2007 بعد سيطرة حماس على غزة في حزيران 2007، والحصار دائم للآن. تقوم إسرائيل بالحصار عبر إغلاق جميع معابر غزة، ويرى البعض بأن مصر تُشارك في الحصار، بشكل غير رسمي، عن طريق إغلاقها معبر رفح؛ وعلى إثر هذا الحصار قام الآلاف من الفلسطينيين في 23 كانون الثاني (يناير)، 2008 باقتحام الحدود على الجانب المصري والدخول للتزود بالمواد الغذائية من مصر بعد نفاذها من القطاع. | - غارة جوية إسرائيلية على غزة خلال حرب غزة. - قافلة مساعدات بريطانية تدخل قطاع غزة من مصر، من خلال معبر رفح، في عام 2009. |
| الانقسام الفلسطيني                                 | 2007                      | فلسطين السعودية       | تعود جذور الانقسام إلى بدايات الانتفاضة الفلسطينية الأولى أواخر عام 1987، وتحديدًا مع نشأة حركة المقاومة الإسلامية (حماس) في ظل بيئة فصائلية يغلب عليها الطابع اليساري والعلماني (فتح). بدأت دائرة الخلاف بين الجانبين بالاتساع مع ازدياد القاعدة الشعبية لحركة حماس على حساب باقي الفصائل، وتحديدًا حركة التحرير الوطني الفلسطيني (فتح) التي تقود فصائل منظمة التحرير الفلسطينية، وتعمَّقَت الفجوة أكثر بعد توقيع اتفاق أوسلو يوم 13 أيلول (سبتمبر) 1993. وفي عام 1994 ومع قيام السلطة الفلسطينية بموجب اتفاق أوسلو وتسلمها لـغزة وأريحا وباقي المدن الفلسطينية في فترة لاحقة، زاد الشرخ تعمقًا بتنفيذ السلطة الفلسطينية بقيادة ياسر عرفات حملات اعتقالات واسعة، تركزَت على قيادات حركة حماس وعناصرها وجهازها العسكري بعد كل عملية ضد الاحتلال. تمت تهدئة هذه الاضطرابات من خلال مفاوضات رعتها المملكة العربية السعودية والتي أسفرت عن ما يعرف باتفاق مكة. ونتيجةً لذلك، قامت حركة حماس بإعلان أول حكومة وحدة وطنية فلسطينية، وهي الحكومة الحادية عشر، التي ضمت في صفوفها ممثلين عن العديد من الأحزاب، ولكن بتأثر الاتفاق، ما لبثت أن تجددت الاشتباكات في قطاع غزة وأخذت وتيرتها بالتسارع وازداد الانفلات الأمني في القطاع، ورفضت الأجهزة الأمنية الانصياع لوزير الداخلية آنذاك سعيد صيام، فقام بإنشاء قوة أمنية جديدة تنصاع له باسم القوة التنفيذية، ومع انتشار الانفلات الأمني وعمليات الاغتيال وعدم انصياع الأجهزة الأمنية للحكومة، قامت حركة حماس بالانقلاب على الرئيس محمود عباس، وسيطرَت على غزة. ولكن الرئيس الفلسطيني محمود عباس اعتبر ما قامت به حماس انقلابًا مسلحًا، وقام بإعلان حالة الطوارئ في المناطق الفلسطينية، وأقال حكومة الوحدة الوطنية برئاسة إسماعيل هنية، لتصبح حكومة تسيير أعمال وفقًا للقانون الأساسي الفلسطيني، وطلب عباس من وزير المالية في حكومة الوحدة سلام فياض، بتشكيل حكومة طوارئ وأصبحَت سيطرتها على الأماكن المحتلة في الضفة الغربية، وظلت حكومة الوحدة المُقالة لها السيطرة على مقاليد الأمور في قطاع غزة. وفي هذه الأثناء صرحَت حماس بأنها تمثل الحكومة الشرعية نظرًا لفوزها في الانتخابات التشريعية الأخيرة قبل إقالتها، واستمرَّت هذه الحكومة بالقيام بأعمالها في قطاع غزة، الذي بسطَت سيطرتها عليه بشكل كامل، أما في الضفة الغربية فاعتقل معظم أعضاء المجلس التشريعي الممثلين لحركة حماس على يد إسرائيل. وفرضَت إسرائيل حصارًا كاملًا على قطاع غزة، وقد سارعت الولايات المتحدة الأمريكية إلى الدعوة لمؤتمر سلام، عُرف في حينه بمؤتمر الخريف، حيث عُقد في مدينة أنابوليس الأميركية في 26 تشرين الثاني (نوفمبر) 2007. وعلى ضوء التوجهات الإيجابية نحو إعادة محادثات السلام. | - خريطة تُوضح البُعد بين المنطقتين التابعتين للسلطة الفلسطينية: قطاع غزة والضفة الغربية. |
| عملية البستان (عملية خارج الصندوق)                 | 2007                      | سوريا                 | كانت ضربةً جويةً إسرائيليةً على ما يشتبه بأنه مفاعل نووي في محافظة دير الزور السورية، بعد منتصف الليل مباشرةً (التوقيت المحلي) يوم 6 أيلول (سبتمبر) 2007. | - صورة للهدف قبل العملية وبعدها. (نشرتها الولايات المتحدة الأمريكية). |
| اشتباكات عديدة بين إسرائيل ولبنان، وإسرائيل وسوريا | 2007 - حتى الآن           | فلسطين                | قصف إسرائيلي متعدد إلى لبنان وسوريا.[بحاجة لمصدر][بحاجة لمصدر] | |
| حرب غزة الأولى                                     | 2008-2009                 | فلسطين                | في أواخر عام 2008 وبعد حصار دام أكثر من ستة أشهر من قبل إسرائيل، شن الجيش الإسرائيلي هجومًا وحشيًّا مغاير للإنسانية على قطاع غزة بحجة تدمير حركة حماس، فبدأ بالقصف الجوي والبحري الكثيف على قطاع غزة، حتى تجبر المقاومة على الاستسلام وتجريدها من الأسلحة، وبعد عدة أيام قُتل نزار ريان، أحد أكبر قادة حركة حماس، وقُتلَت أفراد أسرته الثمانية، وبعد عدة أيام أُخَر، بدأ الهجوم الإسرائيلي البري وعاد القتل إلى القطاع، وتمكنت حركة حماس من قتل اللواء المسوؤل غولاني، أقوى الألوية الإسرائيلية، وطوال 22 يومًا لم تستطع القوات الإسرائيلية القضاء على حركات المقاومة في القطاع. | - جانب من قصف الطائرات الإسرائيلية لقطاع غزة، في كانون الأول (ديسمبر) 2008. |
| انسحاب أردوغان من منتدى دافوس جرَّاء نقاش حول غزة    | كانون الثاني (يناير) 2009 | تركيا                 | انسحب الرئيس التركي رجب طيب أردوغان من منتدى دافوس، إثر مشادة حادة جدًّا مع الرئيس الإسرائيلي بيريز على خلفية أحداث غزة، دارَت بين أردوغان، وبيريز، وعمرو موسى. حيث اتهم أردوغان إسرائيل بقتل الفلسطينيين، وبيريز دافع بانفعال عن حملة بلاده. | |
| القصف الجوي على السودان                            | 2009                      | السودان               | نفَّذَت القوات الجوية الإسرائيلية في شهري كانون الثاني (يناير) وشباط (فبراير) من العام 2009، ضربتين جويتين على السودان والبحر الأحمر، ضد قوافل أسلحة تُهرَّب إلى قطاع غزة عبر السودان، ولم تُصرّح إسرائيل بالقصف، ولكنَّها لمَّحَت بذلك. | |

### العقد الثاني (2010)
| الحدث                                                                  | التاريخ                      | الدولة العربية                | الوصف | صورة |
| ---------------------------------------------------------------------- | ---------------------------- | ----------------------------- | --- | --- |
| مسيرة العودة الفلسطينية                                                | 2011                         | فلسطين                        | هيَ مجموعة من المسيرات التي كان يُخطط لكونها مليونية، دَعا إليها ناشطون على موقع فيسبوك في يوم 15 أيار (مايو) عام 2011 (الذكرى 63 للنكبة) للعودة إلى فلسطين، ودُعي لها بعد اندلاع موجة الاحتجاجات العارمة في الوطن العربي مطلع عام 2011، والتي تُعرف بالربيع العربي، إذ كانت متأثرةً بتلك الثورات. | - مصريون يحرقون علم إسرائيل ويرفعون أعلام فلسطين، في مدينة القاهرة المصرية. |
| حادثة الحدود المصرية الإسرائيلية                                       | 2011                         | مصر                           | عقب الهجمات في إيلات، وفي 18 آب (أغسطس) 2011، قامت وحدة عسكرية إسرائيلية بقتل 5 جنود مصريين على الحدود المصرية الإسرائيلية. وقد جاء في تقرير قوات المراقبة الدولية في سيناء بأن إسرائيل ارتكبت مخالفتين لاتفاقية السلام مع مصر، فهي اجتازت الحدود المصرية، وأطلقت النار من الجانب المصري. | |
| اتفاق حركتي فتح وحماس على تأسيس دولة بحدود 1967                        | 2012                         | فلسطين قطر                    | بعد مفاوضات أُجريَت في قطر، حركتا فتح وحماس، توقعان على اتفاق في القاهرة، تعهدتا بموجبه بمواصلة المقاومة السلمية للاحتلال، وتأسيس دولة فلسطينية مستقلة ضمن حدود 1967. | |
| انفجار مصنع اليرموك في السودان                                         | 2012                         | السودان                       | هو انفجار في مصنع اليرموك للذخائر، جنوب العاصمة السودانية الخرطوم، يوم الثلاثاء 23 تشرين الأول (أكتوبر) 2012، عند منتصف الليل (21:00 بتوقيت غرينتش)، وندَّدت إسرائيل بالسودان بعد الحادث | |
| حرب غزة الثانية (التصعيد على غزة)                                      | 2012                         | فلسطين                        | في منتصف شهر تشرين الثاني (نوفمبر) من العام 2012، أقدم سلاح الجو الإسرائيلي على اغتيال رئيس أركان كتائب الشهيد عز الدين القسام في غزة أحمد الجعبري، وتلا هذا الاغتيال رد من المقاومة الفلسطينية بالصواريخ على المستوطنات الصهيونية، أعقبه هجوم مكثف شنه الجيش الإسرائيلي على قطاع غزة بهدف وقف الصواريخ، وقد استمر القصف الجوي الكثيف على قطاع غزة لمدة أسبوع، دون أن تتوقف راجمات المقاومة الفلسطينية عن السقوط على البلدات الصهيونية. وقد شهدَت هذه الحرب التي سمتها كتائب القسام «معركة حجارة السجيل» وسماها العدو الصهيوني «عملية عمود السحاب»، قصف المقاومة الفلسطينية لمدن تل أبيب والقدس المحتلتين لأول مرة منذ عقود. | - القصف على غزة، في عام 2012. - آثار دمار لمباني بعد غارة جوية إسرائيلية. |
| رفع مستوى تمثيل فلسطين                                                 | تشرين الثاني (نوفمبر) 2012   | فلسطين                        | الأمم المتحدة ترفع مستوى تمثيل فلسطين إلى دولة مراقبة غير عضو. | |
| اتفاق المياه                                                           | 2013                         | فلسطين الأردن                 | السلطة الفلسطينية، والأردن، وإسرائيل يوقعون على اتفاق للمياه بهدف معالجة جفاف البحر الميت، وذلك بمد خطوط أنابيب لنقل المياه من محطة التحلية على البحر الأحمر. | |
| العدوان الإسرائيلي على سوريا                                           | 2013 - 2019                  | سوريا                         | هي سلسلة من الهجمات والضربات الجوية التي نفَّدتها إسرائيل على سوريا، منها: - الهجمات الإسرائيلية على سوريا: هجمات نفذتها إسرائيل على مركبة في عام 2013، ادعت إسرائيل أنها كانت تحمل أسلحة مضادة للطائرات متطورة. هُوجمت المركبة في 31 كانون الثاني (يناير) 2013. - ضربات ريف دمشق الجوية الأولى: سلسلة من الهجمات الجوية على أهداف في سوريا في 3 و5 أيار (مايو) 2013. وكان الهجوم الذي وقع في 3 أيار (مايو) على أهداف في مطار دمشق الدولي. - ضربات ريف دمشق الجوية الثانية: سلسلة من الهجمات الجوية على أهداف في سوريا في 7 كانون الأول (ديسمبر) 2014. الأهداف كانت منطقة عسكرية في الديماس و‌مطار دمشق الدولي. - ضربات ريف دمشق الجوية الثالثة: غارات جوية على ريف دمشق في سوريا، صباح يوم السبت الموافق 25 نيسان (أبريل) 2015. - قصف تدمر: في آذار (مارس) 2017، هاجمت طائرات مقاتلة للقوات الجوية التابعة لالجيش الإسرائيلي أهدافًا في سوريا، بالقرب من منشأة عسكرية في تدمر، في آذار (مارس) 2017. - ضربات شباط (فبراير) الجوية: في شباط (فبراير) 2019، وقعَت اشتباكات عندما أسقطت قوات الدفاع الجوي السوري طائرةً إسرائيليةً، من طراز إف-16. حيث قامت القوات الجوية الإسرائيلية بضرب عدة أهداف سورية داخل سوريا. - ضربات أيار (مايو) الجوية: في أيار (مايو) 2018، حدثَت مواجهة بين إسرائيل وسوريا التي تدعمها إيران. وتشن إسرائيل أحيانًا ضربات جوية ضد القواعد الحكومية منذ أوائل 2013. وجاء هذا الهجوم بعد يوم واحد فقط من إعلان الولايات المتحدة الانسحاب من الاتفاق النووي الإيراني. | - رئيس الوزراء الإسرائيلي بنيامين نتنياهو متفاخرًا بعرض قطعة في مؤتمر ميونخ للأمن 2018، من طائرة إيرانية أسقطتها إسرائيل، بعد أن اعترضَت الأجواء الإسرائيلية. |
| العدوان على الأردن                                                     | 2014 - 2017                  | الأردن                        | هي حادثتان لجنود إسرائيليين داخل الحدود الأردنية: - مقتل رائد زعيتر: في 10 آذار (مارس) 2014، قاضٍ أردني قُتل على يد الجيش الإسرائيلي، عند معبر جسر الملك حسين على الحدود بين الضفة الغربية والأردن، ما أثار موجة غضب واحتجاجات عارمة في الأردن وفلسطين. ادعى الجانب الإسرائيلي تعطل الكاميرات على النقطة الأمنية اليوم الذي قتل به زعيتر مما جعل من إفادات شهود العيان الأدلة الوحيدة على قصة قتله. - مقتل أردنيين بجانب السفارة الإسرائيلية: لقي أردنيان مصرعهما، يوم الأحد 23 تموز (يوليو) 2017، بالقرب من السفارة الإسرائيلية في مدينة عمّان، واعتقلَت السلطة الأردنية الجناة، إلا أنها ما لبثَت حتى أطلقت سراحهم لإسرائيل. | |
| حرب غزة الثالثة                                                        | 2014                         | فلسطين                        | هو نزاع عسكري بين إسرائيل وحركات المقاومة الفلسطينية في قطاع غزة، بدأ النزاع فعليًّا يوم 8 تموز (يوليو) 2014، وأطلق عليه الجيش الإسرائيلي «عملية الجرف الصامد» وردت كتائب عز الدين القسام بمعركة العصف المأكول. | - بيت عائلة كوارع الذي قصفته الطائرات الإسرائيلية، وأوقعَت 11 قتيلًا من المدنيين. - نزوح مئات المدنيين إلى مدارس وكالة الأونروا هربًا من القصف الإسرائيلي العنيف، في 14 تموز (يوليو) 2014. - بعض آثار القصف المدفعي الإسرائيلي، على شرق المدينة، في 18 تموز (يوليو) 2014. |
| اتفاقية الغاز الأردنية الإسرائيلية                                     | 2014                         | الأردن                        | في عام 2014، قامت بالأردن بالتوقيع على اتفاقية لاستيراد الغاز من إسرائيل. | - الملتقى الوطني الموسع لرفض اتفاقية الغاز مع إسرائيل. |
| انتفاضة القدس                                                          | 2015-2016                    | فلسطين                        | هي موجة احتجاجات وأعمال عنف، شهدتها الضفة الغربية وقطاع غزة وإسرائيل منذ تشرين الأول (أكتوبر) 2015. | - مواجهات بين شبان فلسطينيين وجنود إسرائيليين، قرب بيت إيل شمال رام الله، في 10 تشرين الأول (أكتوبر) 2015. |
| هجمات التواصل الاجتماعي                                                | 2017 - 2019                  | فلسطين                        | هي عمليات حظر وإغلاق لحسابات أو أنشطة فلسطينية، منها: - يوتيوب يحذف مقاطع فلسطينية: موقع يوتيوب يحذف عدة تسجيلات فلسطينية بطلب من إسرائيل، بعد أن تعدَّت المشاهدات 15 مليون مشاهدة، في آب (أغسطس) 2017. - فيس بوك يحذف الصفحات الفلسطينية: في أيار (مايو) 2019، موقع التواصل الاجتماعي «فيس بوك» يقوم بحذف الصفحات الفلسطينية الفعَّالة، كصفحات الناشطين الفلسطينيين. | |
| مرزوق الغانم يطرد الوفد الإسرائيلي                                     | تشرين الأول (أكتوبر) 2017    | الكويت                        | رئيس مجلس الأمة الكويتي مرزوق الغانم يطرد الوفد الإسرائيلي من قاعة اجتماع دولية، قائلًا: «اخرج من القاعة الآن، يا محتل يا قتلة الأطفال»، في أثناء مشاركته في أعمال مؤتمر الاتحاد البرلماني الدولي الـ137. وحماس تُصرح: «موقف عربي محترم، يُعبِّر عن أصالة الكويت» | |
| صفقة القرن                                                             | 2017                         | فلسطين                        | خطة أمريكية سرية لتحقيق السلام بين إسرائيل ودول الجوار العربية. لم يُعرف عن الخطة الكثير، ولكن كما تُفيد التسريبات فهي تشمل الآتي: - إعطاء القدس كاملةً لإسرائيل. - جعل عاصمة الفلسطينيين بلدة أبو ديس. - إعطاء الفلسطينيين الأجزاء المتبقية من فلسطين. - إلغاء حق العودة بشكل نهائي. | |
| اعتراف الولايات المتحدة بالقدس عاصمة لإسرائيل                          | 6 كانون الأول (ديسمبر) 2017  | فلسطين                        | في 6 كانون الأول (ديسمبر) 2017، اعترفَت إدارة الرئيس الأمريكي دونالد ترامب رسميًّا بالقدس غير المقسمة (شرق وغرب) عاصمةً لإسرائيل. وأضاف ترامب بأنّ وزارة الخارجية الأمريكية ستبدأ عملية بناء سفارة أمريكية جديدة في القدس. وقررت الإدارة الأمريكية في 18 تشرين الأول (أكتوبر) 2018، دمج قنصليتها العامة في القدس المحتلة (والتي تُعتبر قناةً للتواصل مع الفلسطينيين)، مع سفارتها بالمدينة حيث صارت تُدعى وحدة الشؤون الفلسطينية. | - مظاهرات ضد قرار ترامب، في مدينة طهران الإيرانية. - حرق العلم الإسرائيلي والعلم الأمريكي، في مدينة طهران الإيرانية. - حرق العلم الإسرائيلي في غزة. - بيان الرئيس ترامب عن ضم القدس تحت السيادة الإسرائيلية، في 6 كانون الأول (ديسمبر) 2017.                           |
| قمة القدس الدولية الأولى                                               | كانون الأول (ديسمبر) 2017    | تركيا                         | هي قمة أُقيمَت في مدينة إسطنبول التركية، جمعَت ممثلي 48 دولةً، منهم 16 زعيمًا على مستوى رؤساء أو ملوك، دعمًا للقضية الفلسطينية. | |
| قطار السلام                                                            | 15 كانون الثاني (يناير) 2018 | فلسطين الأردن العراق السعودية | هو قطار إسرائيلي، أعلنَت عنه الحكومة الإسرائيلية، حيث سيربط إسرائيل بثلاث دول عربية: الأردن، والعراق، والسعودية؛ وسيعود على الخزينة الإسرائيلية بـ250 مليار شيكل خلال عشر سنوات. | |
| إغلاق كنيسة القيامة بالقدس لأول مرة                                    | شباط (فبراير) 2018           | فلسطين                        | إغلاق كنيسة القيامة بالقدس احتجاجًا لأول مرة بسبب هجوم إسرائيل الممنهج على المسيحيين، وقال زعماء كنائس الروم الكاثوليك والروم الأرثوذكس والأرمن في بيان: إن الإجراءات الإسرائيلية الأخيرة تبدو محاولةً لإضعاف الوجود المسيحي في القدس. واتهموا إسرائيل بشن هجوم ممنهج لم يسبق له مثيل على المسيحيين في الأرض المقدسة. | - بطريريك القدس ثيوفيلوس الثالث في بيان احتجاجي ضد التعسفات الإسرائيلية بشأن مسيحيي فلسطين. |
| قمة القدس الدولية الثانية                                              | 18 أيار (مايو) 2018          | تركيا                         | هي قمة إسلامية استثنائية، دعا إليها الرئيس التركي رجب طيب أردوغان، حول تطوّرات مسيرات ذكرى العودة الفلسطينية، باعتباره رئيس الدورة 13 لمؤتمر منظمة التعاون الإسلامي، وهي الرئاسة التي تسلّمها عام 2016. تعدّ هذه ثاني قمة استثنائية على التوالي يدعو إليها أردوغان، حول القضية الفلسطينية، بعد تلك التي عقدت نهاية 2017، إثر قرار ترامب نقل سفارة بلاده إلى القدس، ضمن اعتراف الولايات المتحدة بالقدس عاصمةً لإسرائيل، لم تشهد هذه القمة حضورًا واسعًا، حيث لم يحضر من قادة المنطقة العربية سوى حكام الأردن، والكويت، والسودان، وقطر، بينما لبّى الرئيس الإيراني حسن روحاني الدعوة للمرة الثانية تواليًا. وقد دعَت القمة لإجراءات فورية تدعيمية لفلسطين وشعبها. | |
| استبدال المسجد الأقصى بهيكل سليمان                                     | 20 أيار (مايو) 2018          | فلسطين                        | قدمت إسرائيل هدية تذكارية للسفير الأمريكي في إسرائيل ديفيد فريدمان، ذو الديانة اليهودية، خلال زيارته لمعهد ديني في القدس، كان في محتوى الهدية خريطة للقدس برؤية إسرائيلية، حيث اُستبدل المسجد الأقصى بهيكل سليمان. | |
| مجزرة على الحدود                                                       | 14 أيار (مايو) 2018          | فلسطين                        | هي مجزرة نفَّذتها القوات الإسرائيلية في مدينة غزة، على الحدود الإسرائيلية، عندما قام الفلسطينيون بالتظاهر في مسيرة عودة سلمية، وراح ضحية هذه المجزرة أكثر من 63 فلسطينيًّا، وأكثر من 3188 جريحًا. | |
| قانون القومية العنصرية                                                 | 19 تموز (يوليو) 2018         | فلسطين                        | هو قانون إسرائيلي، يصفه البعض عنصريًّا ضد العرب، ومن بعض ما نص عليه: - إن إسرائيل وطن قومي لليهود فقط. - القدس الموحدة عاصمة إسرائيل. - الدولة مفتوحة أمام قدوم اليهود فقط من شتَّى بقاع الأرض، ولهم حق الاستيطان. - اللغة العبرية هي اللغة الرسمية للبلاد. - التقويم العبري هو التقويم الرسمي للبلاد. وتفرض إسرائيل تدريس القانون في المدارس الفلسطينية. | - مظاهرة لعرب إسرائيليين ضد القانون، حيث تُرفع الأعلام الفلسطينية، في تل أبيب، في 11 آب (أغسطس) 2018. |
| كنفدرالية الأردن والضفة الغربية                                        | أيلول (سبتمبر) 2018          | فلسطين الاردن                 | هو مقترح أمريكي أعلنَت عنه إدارة ترامب، لربط الضفة الغربية بالأردن وجعلها جزءًا منه، يعتبره البعض تسويةً للقضية الفلسطينية، وجزءًا من صفقة القرن. | |
| زيارة نتنياهو لسلطنة عُمان                                              | تشرين الأول (أكتوبر) 2018    | عمان                          | نتنياهو يزور عمان، في أول زيارة إسرائيلية لبلد عربي لا تربطه علاقات مع إسرائيل. | |
| إجراءات أمريكية تجاه القضية الفلسطينية                                 | 2018                         | فلسطين                        | تزامنًا مع بداية العام 2018، قامت الإدارة الأمريكية بعدة إجراءات تجاه القضية الفلسطينية، تلخصَت في الآتي: - إنهاء المساعدات المالية لوكالة غوث وتشغيل اللاجئين الفلسطينيين (الأونروا): في 16 كانون الثاني (يناير) 2018، بدأت إدارة الرئيس الأمريكي ترامب في واشنطن بتقليص مساعداتها لوكالة غوث وتشغيل اللاجئين الفلسطينيين (أونروا)، حيث جمّدت نحو 300 مليون دولار، وتسبب ذلك الإجراء بمفاقمة الأزمة المالية التي كانت تعاني منها وكالة أونروا أصلًا، ما تسبب باتخاذ إدارة الوكالة عدة قرارات أدت إلى تقليص خدماتها في مخيمات اللاجئين الفلسطينيين. واعتبرَت أونروا هذه الأزمة المالية بفعل تقليصات واشنطن لدعمها هي «الأكبر في تاريخها». ثم وفي 3 آب (أغسطس) 2018، قامت إدارة الرئيس ترامب بإنهاء المساعدات وقطعها نهائيًّا. - قطع كامل المساعدات للسلطة الفلسطينية: في 2 آب (أغسطس) 2018، قال رئيس الوزراء الفلسطيني رامي الحمد الله، في تصريحات خلال مؤتمر صحفي بمدينة رام الله (وسط الضفة الغربية)، إن الإدارة الأمريكية قررَت وقف كل المساعدات المقدمة للفلسطينيين. - وقف دعم مستشفيات القدس: أعلنَت وزارة الخارجية الأمريكية في 7 أيلول (سبتمبر) 2018 عن حجبها 25 مليون دولار، كان من المقرر أن تُقدَّم لمساعدة للمستشفيات الفلسطينية في القدس، وعددها 6 مستشفيات. - إغلاق مكتب منظمة التحرير الفلسطينية بواشنطن: أعلن أمين سر اللجنة التنفيذية لمنظمة التحرير الفلسطينية، صائب عريقات، يوم الاثنين 10 أيلول (سبتمبر) 2018، أن الإدارة الأمريكية، أبلغتهم رسميًّا بقرارها إغلاق مكتب المنظمة في واشنطن. كما تم إغلاق حساباتها المصرفية. وتلاها في 15 أيلول (سبتمبر) 2018، وقف تمويل برامج شبابية فلسطينية بقيمة 10 ملايين دولار. - طرد السفير الفلسطيني من واشنطن: قررت الإدارة الأمريكية الأحد 16 أيلول (سبتمبر) 2018، طرد السفير الفلسطيني لديها، حسام زملط وعائلته. ووصفت المنظمة ذلك القرار بـ «السلوك الانتقامي الذي يعكس ما وصلت إليه الإدارة الأمريكية من حقد على فلسطين قيادةً وشعبًا». | |
| زيارة إسرائيلية لمسجد الشيخ زايد                                       | 29 تشرين الأول (أكتوبر) 2018 | الإمارات                      | بعد أن وصفت الأذان بأنه «نباح الكلاب»، وبعد ارتدائها لفستان القدس تأكيدًا على أنه عاصمة إسرائيل في الذكرى الـ50 لاحتلاله، وزيرة الثقافة والرياضة الإسرائيلية ميري ريغف تُستقبل بكل حفاوة لتزور مسجد الشيخ زايد، في أبو ظبي بالإمارات، مرتديةً لباسًا خليجيًّا وحجابًا. | |
| الغارات الجوية الإسرائيلية على العراق 2019                             | 2019                         | العراق                        | هي هجمات وقصف بطائرات بدون طيار مجهولة الهوية لقواعد عسكرية لقوات الحشد الشعبي في وسط العراق. وقد ألقى العديد من المسؤولين العراقيين والإيرانيين وحتى الإسرائيليين باللوم على إسرائيل في الهجمات، لكن إسرائيل في البداية لم تؤكد أو تنفي دورها بشكل رسمي. ثم لمح رئيس الوزراء الإسرائيلي بنيامين نتنياهو إلى مسؤولية إسرائيل وفي 22 آب (أغسطس) 2019 أعلنت إسرائيل عن مسؤوليتها عن الغارات، وقد أعقب ذلك تأكيد الولايات المتحدة. | |
| تسريبات تُدين بيع العقارات المقدسة في القدس                             | كانون الثاني (يناير) 2019    | فلسطين                        | تسريبات تُدين البطريرك ثيوفيلوس الثالث ببيع عقارات مقدسية تابعة بطريركية القدس الأرثوذكسية، إلى إسرائيل خلال صفقات سرية للغاية (ما يقدر بـ500 كيلومترًا مربعًا من الأراضي، بالإضافة إلى 1500 شقة) ما بين عامي 2005 و2017، وثورة وهيجان في الشارع المسيحي الأرثذوكسي ضد البيع - كما حصل عندما شن مسيحيو فلسطين الأرثوذكسي الحملةَ التي طردَت البطريرك السابق إريتيروس عندما قام ببيع عقارات مشابهة لإسرائيل، مثل فندقي الإمبريال والبتراء - واحتجاجات المسيحيين لتخليص الكنيسة من الهيمنة اليونانية وتعريبها يعود لأولى المطالب (إذ يسيطر البطاركة اليونانيين على بطريركية القدس الأرثوذكسية منذ عام 1534). | |
| مؤتمر وارسو                                                            | 13 - 14 شباط (فبراير) 2019   | فلسطين إيران                  | هو مؤتمر في مدينة وارسو البولندية، يُعتبر أول محفل دولي يضم عربًا مع إسرائيل، كان الهدف منه مناقشة السلام والأمن في الدول العربية وما حولها، جُمع له حفل دبلوماسي من 60 دولة، تحت رعاية أمريكية، ومشاركة عربية، حيث شاركت 10 دول عربية، بينما السلطة الفلسطينية لم تُلبِّ الدعوة، وإيران لم تُدعَ؛ تُحاول واشنطن من خلال هذا المؤتمر، الضغط على حلفائها العرب، لتشكيل تحالف إقليمي عسكري يُدعى «تحالف الشرق الأوسط الاستراتيجي»، لمواجهة إيران، وبحضور عرَّاب صفقة القرن جاريد كوشنر للمؤتمر، ورفع الستار عن بعض ملامح الصفقة، اُعتبر المؤتمر تصفيةً للقضية الفلسطينية، فصرَّحت حركة فتح بأن المؤتمر: «محاولة أمريكية إسرائيلية للترويج لأفكار لا يقبلها أو يتعاطى معها إلا كل خائن للقدس والأقصى وكنيسة القيامة». ودعته بعض الفصائل الفلسطينية بأنه تحالف إقليمي يسعى للتطبيع مع الاحتلال، حيث يجمع إسرائيل مع دول عربية، خاصةً بعد تصريح ترامب بأن من شأن التحالف تقريب إسرائيل مع الدول الخليجية والقضاء على إيران. اعتبرَت بعض الدول المؤتمر مُسخرًا لخدمة إسرائيل وتعزيزًا للسياسة الأمريكية ضد الفلسطينيين، وهادفًا لتكوين صف هجومي ضد إيران، فقامت روسيا بجمع الفرقاء الفلسطينيين في موسكو، في 12 شباط (فبراير) 2019، في رفض واضح لصفقة القرن الأمريكية. | - وزير الخارجية الأمريكي بومبيو يُشارك في مؤتمر صحفي مشترك، مع وزير خارجية بولندا تشابوتوفيتش. |
| ضم الجولان المحتلة لإسرائيل                                            | 25 آذار (مارس) 2019          | سوريا                         | وقَّع رئيس الولايات المتحدة الأمريكية دونالد ترامب قرارًا، تعتَبر الولايات المتحدة بموجبه أن مرتفعات الجولان السّورية المُحتلّة، تقع تحت السيادة الإسرائيلية. | - خريطة الخارجية الأمريكية لإسرائيل (2019)، حيث تظهر القدس، ومرتفعات الجولان تحت السيادة الإسرائيلية. - الرئيس الأمريكي دونالد ترامب مع رئيس الوزراء الإسرائيلي بنيامين نتنياهو في أثناء توقيع المرسوم.                                                                |
| اشتباكات غزة                                                           | أيار (مايو) 2019             | فلسطين                        | تصعيد عسكري بين إسرائيل وحركات المقاومة الفلسطينية في قطاع غزة، بدأ يوم الجمعة الموافق للثالث من أيّار (مايو) 2019، وانتهى الساعة 4.5 فجر يوم الاثنين من أيار (مايو) 2019. تخلّل التصعيد قصفًا متبادلًا بين إسرائيل والمقاومة الفلسطينية في قطاع غزة. | |
| تسريبات عن بيع باب الخليل                                              | حزيران (يونيو) 2019          | فلسطين                        | تسريبات تُفيد بصفقة عن بيع المنطقة القديمة والأثرية باب الخليل، والتي يقطنها مسلمون ومسيحيون، وأصابع الاتهام تتجه مجددًا للبطريرك ثيوفيلوس الثالث، في خطوة يُتوقع بأنها بداية لنهاية الوجود المسيحي في القدس. | |
| مؤتمر البحرين للسلام الاقتصادي                                         | 25 و26 حزيران (يونيو) 2019   | فلسطين البحرين                | مؤتمر عُقد في العاصمة البحرينية المنامة، بدعوةٍ من الولايات المتحدة، بغرض التشجيع على الاستثمار من أجل إسرائيل، ويعتبره البعض بأنه الواجهة الاقتصادية لصفقة القرن. | |
| قصف ثلاث دول عربية: سوريا، ولبنان، والعراق                             | 2019                         | سوريا لبنان العراق            | إسرائيل تقصف لبنان، وسوريا، والعراق، بحجة قطع أذرع إيران، ومحاربة الإرهاب. | |
| رد لبنان على القصف                                                     | 2019                         | لبنان                         | حزب الله يرد على القصف الإسرائيلي بتدمير آلية عسكرية إسرائيلية قرب الحدود، وإسرائيل ترد بقصف قرية حدودية. | |
| تعهد بضم غور الأردن وشمال البحر الميت وأجزاء من الضفة الغربية لإسرائيل | 10 أيلول (سبتمبر) 2019       | فلسطين الأردن                 | تعهَّد رئيس وزراء إسرائيل بنيامين نتنياهو بفرض السيادة الإسرائيلية، على غور الأردن وشمال البحر الميت وأجزاء من الضفة الغربية، وضم المستوطنات المبنية عليها، في حال فوزه في الانتخابات؛ والجامعة العربية تدين التصريحات. | |
| استعادة الباقورة والغمر من إسرائيل                                     | تشرين الثاني (نوفمبر) 2019   | الأردن                        | الأردن يستعيد آخر أراضيه المحتلة: الباقورة والغمر، حيث احتلتها إسرائيل عام 1950، ثم وفي عام 1994 قضت اتفاقية السلام (معاهدة وادي عربة) باعتبار الأراضي مُستأجرة لمدة 25 عامًا. | |

### العقد الثالث (2020)
| الحدث                                                                                 | التاريخ                | الدولة العربية                | الوصف | صورة                                                                    |
| ------------------------------------------------------------------------------------- | ---------------------- | ----------------------------- | --- | ----------------------------------------------------------------------- |
| السلطة الفلسطينية تنسحب من جميع اتفاقيات السلام بما فيها الأمنية، والأردن تُندِّد بالمثل | 2020                   | فلسطين الأردن                 | أعلن الرئيس الفلسطيني محمود عباس أن منظمة التحرير الفلسطينية التي وقعت على اتفاق سلام مؤقت مع إسرائيل عام 1993، في حلٍّ من هذا الاتفاق، وذلك ردًّا على إعلان إسرائيل مخططات لضم أراض من الضفة الغربية. وأضاف عباس في خطاب بثه المُتلفَز بعد اجتماع للقيادة الفلسطينية في رام الله: «إن منظمة التحرير الفلسطينية، ودولة فلسطين، قد أصبحت اليوم في حل من جميع الاتفاقات والتفاهمات مع الحكومتين الأميركية والإسرائيلية، ومن جميع الالتزامات المترتبة على تلك التفاهمات والاتفاقات، بما فيها الأمنية». وتابع قائلًا: «على سلطة الاحتلال الإسرائيلي ابتداءً من الآن، أن تتحمل جميع المسؤوليات والالتزامات أمام المجتمع الدولي كقوة احتلال في أرض دولة فلسطين المحتلة، وبكل ما يترتب على ذلك من آثار وتبعات وتداعيات». كما جددت الحكومة الأردنية رفضها للخطة الإسرائيلية الرامية لضم أجزاء من الضفة الغربية، مُهددةً بإعادة النظر في العلاقة مع إسرائيل، في حال مضت قدمًا في خطتها. أدان رئيس الوزراء الأردني عمر الرزاز: «إن تهديدات إسرائيل بضم أراضٍ في الضفة الغربية المحتلة تأتي في ظروف جائحة كورونا وانشغال العالم بهذه المواضيع، وبعد انتخابات في الجانب الإسرائيلي تعثرت مرارًا وتكرارًا، واضح أن هناك نية للاستفادة من هذا الوضع لإجراءات أحادية على أرض الواقع». |                                                                         |
| اشتباكات غزة–إسرائيل 2020                                                             | 11 آب (أغسطس) 2020     | فلسطين                        | في 11 آب 2020، أعاد شبان فلسطينيون إطلاق البالونات الحارقة تجاه حقول مستوطنات غلاف قطاع غزة الزراعية مطالبين بتخفيف إجراءات الحصار الإسرائيلي على غزة، لهذا ردت سُلطات الاحتلال الإسرائيلي بفرض عقوبات شديدة وأوقفَت العمل في معبر كرم أبو سالم التجاري في 11 آب، وقلصت مساحة الصيد من 15 ميلًا بحريًّا إلى 8 أميال في 12 آب. كما يشن سلاحها الجوي ضربات يوميًّا. |                                                                         |
| التطبيع الإماراتي-الإسرائيلي                                                          | 13 آب (أغسطس) 2020     | الإمارات الولايات المتحدة     | بعد تواصلها المستمر مع إسرائيل، الإمارات تُطبِّع علاقاتها رسميًّا مع إسرائيل، برعاية أمريكية. سرعان ما ردَّت لجان المقاومة الفلسطينية: «التطبيع الإماراتي الإسرائيلي طعنة غادرة ومسمومة في ظهر الأمة»، كما صرَّحَت القيادة الفلسطينية: «إن ما قامت به دولة الإمارات من تطبيع مع إسرائيل هو خيانة للقدس». | - الرئيس الأمريكي دونالد ترامب يُعطي مباركته للتطبيع الإماراتي لإسرائيل. |
| تطبيع كوسوفو، نقل صربيا سفارتها للقدس                                                 | 5 أيلول (سبتمبر) 2020  | الولايات المتحدة كوسوفو صربيا | بمباركة أمريكية، كوسوفو تُطبع العلاقات مع إسرائيل، وصربيا تنقل سفارتها للقدس. |                                                                         |
| التطبيع البحريني-الإسرائيلي                                                           | 11 أيلول (سبتمبر) 2020 | البحرين الولايات المتحدة      | أعلن الرئيس الأمريكي دونالد ترامب عن إقامة علاقات دبلوماسية كاملة بين البحرين وإسرائيل، غير أنه كانت هناك ردود أفعال غاضبة من المسؤولين في السلطة الفلسطينية. واستدعَت وزارة الخارجية الفلسطينية السفير الفلسطيني من البحرين للتشاور. كما تحدث بيان صادر عن السلطة الفلسطينية في هذا الشأن عن «ضرر بالغ يلحق بالحقوق الثابتة للشعب الفلسطيني والتحرك العربي المشترك». تلا هذا القرار رفض شعبي متمثل بعدة شخصيات شعبية رائدة، أبرزها عضو جمعية الوفاق البحرينية المعارضة علي الأسود حيث غرَّد على حسابه عبر تويتر: «لا أهلًا ولا سهلًا بالمحتل»؛ ورئيس منتدى البحرين لحقوق الإنسان باقر درويش، حيث صرَّح: «إن الاتفاق بين البحرين وإسرائيل لا يمثل الشعب البحريني، مُعتبرًا أن الحكومة البحرينية غير منتخبة ولا تملك قرارًا سياديًّا مستقلًّا في عكس الإرادة الشعبية الرافضة للتطبيع». كما كانَت ردود الأفعال الدولية متباينة حيث نددَت تركيا، ورحبَت مصر والإمارات، بينما ربطَت الأردن السلام بزوال الاحتلال. |                                                                         |
| الجامعة العربية تؤيد التطبيع العربي الإسرائيلي                                        | أيلول (سبتمبر) 2020    | الجامعة العربية               | بعد التطبيع الإماراتي، الجامعة العربية ترفض إدانة القرار الفلسطيني والذي ينص على عدم التطبيع والمساس بحقوق فلسطين، وإجماع فلسطيني على تحميل مسؤولية التطبيع البحريني للجامعة العربية، وفلسطينيون يُشيعون الجامعة العربية في جنازة ساخرة. |                                                                         |

## طالِع أيضًا
| - ذكرى النكبة - الغائب الحاضر - خطة الترانسفير - حركة المقاطعة وسحب الاستثمارات وفرض العقوبات - متصرفية القدس - معبر رفح - تيودور هرتزل - حركة فتح - حركة حماس | - منظمة التحرير الفلسطينية - المقاومة الفلسطينية - اتفاقية جبريل - قائمة المستوطنات الإسرائيلية - وكالة غوث وتشغيل اللاجئين الفلسطينيين (أونروا) - خطة فك الارتباط الأحادية الإسرائيلية 2005 - إسرائيل والفصل العنصري - قائمة بالعمليات التي تشمل صرع إسرائيل بالوكالة - الجدار الإسرائيلي في الضفة الغربية - قائمة المدن والقرى الفلسطينية التي طرد منها سكانها خلال حرب 1948 | - تاريخ الصراع العربي الإسرائيلي - قائمة أسماء المدن الفلسطينية (التي غيرت إسرائيل اسمها) - قائمة المنظمات النشطة الفلسطينية - قائمة شخصيات الصراع العربي الإسرائيلي - قائمة بالاشتباكات المسلحة بين العرب وإسرائيل - قائمة بمواضيع دبلوماسية وقرارات الأمم المتحدة لفلسطين - قائمة المجازر الإسرائيلية في فلسطين - قائمة المجازر المنفذة خلال الهجوم على قطاع غزة - قائمة المجازر في فلسطين - قائمة المجازر الإسرائيلية في الوطن العربي |